# Bessèges
Bessèges en occitan Bessèja, est une commune française située dans le nord du département du Gard, en région Occitanie, dans le parc national des Cévennes.
Exposée à un climat méditerranéen, elle est drainée par la Cèze, la Ganière et par divers autres petits cours d'eau. Incluse dans les Cévennes, la commune possède un patrimoine naturel remarquable : un site Natura 2000 (les « hautes vallées de la Cèze et du Luech ») et deux zones naturelles d'intérêt écologique, faunistique et floristique.
Bessèges est une commune rurale qui compte 2 624 habitants en 2022, après avoir connu un pic de population de 11 404 habitants en 1881. Elle est ville-centre de l'unité urbaine de Bessèges. Ses habitants sont appelés les Bességeois ou  Bességeoises.
Arrosée par la Cèze, cette petite ville doit son existence au développement du bassin houiller des Cévennes qui connut son apogée au XIXe siècle, et fut la troisième ville du Gard avec plus de 11 000 habitants vers 1875.

## Géographie

### Localisation
Bessèges se situe à 30 km environ au nord d'Alès, la capitale des Cévennes. La commune est située dans le sud de la France, elle se trouve au cœur des Cévennes, une région montagneuse caractérisée par ses paysages de collines, de vallées et de forêts denses.
La commune de Bessèges est située dans la vallée de la Cèze, un cours d'eau qui traverse la région des Cévennes dans le département du Gard. Cette vallée, encadrée par les collines et les reliefs des Cévennes, offre un cadre naturel pittoresque caractérisé par des paysages vallonnés, des forêts et des rivières. La Cèze, qui traverse la commune de Bessèges, joue un rôle central dans le développement et l'histoire de cette petite ville, autrefois un centre important de l'activité minière et industrielle.

#### Lieux-dits et écarts
Les lieux-dits suivis d'une astérisque sont situés à l'écart de la route indiquée.
B
- Boniol*,               D130

C
- la Cantonnade*,        rue Léon Barry
- le Castellas,          Lot. des Collines du Castelas
- Castillon,             Coste de Revêti
- Charbes,               D51
- les Combes,            Coste de Revêti
- Conroc*,               D146 (r. du Dr. P. Vermale)
- les Costes*,           Coste de Revêti
- le Cros,               D51 (rte de l'Elze)

E
- l'Elze,                Rte de l'Elze

F
- Foussignargues,        D130

G
- la Grange*,
- les Grottes,           D17 (r. V. Hugo)

L
- Lalle,                 D51

M
- la Marchande,          D51
- le Mas*,               Lot. La Forêt
- Mas Congiral,          Rte de l'Elze
- Mas de la Croix*,      D51 (r. Prosper Delfau)
- Mas du Castellas*,     Lot. des Collines du Castellas
- le Moulinas,           D51

N
- la Nouvelle,           Coste de Revêti

P
- la Plaine,             D17 (r. V. Hugo)
- les Planasses,         Coste de Revêti
- le Plô,                D17

R
- Revêti,                D51

S
- la Sauvegarde,         D51
- le Souliè*,            Rue Louis Nicolas

V
- le Villard*,           Rte du Relais

### Hydrographie et relief
Bessèges est traversé par la Cèze, affluent droit du Rhône, rivière longue de 128 km qui prend sa source en Lozère sur la commune de Saint-André-Capcèze à 798 m d'altitude. La Cèze est une rivière aurifère comme plusieurs cours d'eau de la région.
Par ailleurs la commune est sillonnée de plusieurs petits et moyens cours d'eau, tous affluents de la Cèze. D'amont en aval se succèdent (avec(D) pour les affluents de rive droite et (G) pour ceux de rive gauche) :
- (D) le ru saisonnier de la Lauzière, qui sert de limite de communes avec Peyremale. Il conflue vers Les Drouillères ;
- (D) un petit ru saisonnier qui conflue au Plo ;
- (G) le Long (3,4 km), qui avant ses derniers 150 m sert de limite de communes avec Bordezac au nord sur 360 m. Il conflue à Lalle ;
- (D) le valat de la Forge, maintenant saisonnier et recouvert sur ses derniers 400 m ;
- (G) le ru des Téronds, qui draine de nombreux rus saisonniers et conflue à 120 m en aval du pont de la gare (celui de la D51a) au centre de Bessèges ;
- (G) la Ganière, qui sert de limite de communes avec Robiac-Rochessadoule sur 1 km avant de traverser la commune de part en part en un large méandre, pour confluer avec la Cèze entre Revêti et Robiac ;
- le ruisseau de la Fagède sert de commune avec Meyrannes sur 300 m avant d'être rejoint par le ruisseau de Maupas vers Les Combes - tous deux venant du sommet des Valences au nord de Revêti. Il continue de servir la même limite de communes sur 1 100 mètres jusqu'à sa confluence avec la Cèze en aval de Revêti.
Ces rus saisonniers, souvent à sec ou presque en été, peuvent déployer des débits importants en saison de crues - d'où la relative profondeur de leurs lits - et ne sont alors pas sans danger (voir la catastrophe de Lalle en 1861 et autres événements).
Le sous-sol est riche en houille - ce qui amène des variations particulières du couvert végétal, avec présence de géranium sanguin (Geranium sanguineum) et de gesce noire (Lathyrus niger) dans les châtaigneraies traditionnelles.

#### Historique des crues de la Cèze
- 21 septembre 1890 : plus haut niveau de la rivière jamais atteint à Bessèges 8,19 mètres.
- 16 octobre 1907 : Bagnols-sur-Cèze 10,15 mètres, et un débit de 2 500 m3/s.
- 30 septembre 1958 : Passerelle de Lalle à Bessèges emportée, hauteur d'eau à Saint-Ambroix 11 mètres et 2 200 m3/s, 36 victimes furent dénombrées le long du cours d'eau.
- 9 septembre 2002 : 11,55 mètres d'eau et 2 200 m3/s de débit à Tharaux.

Depuis la construction du barrage de Sénéchas en 1976, le nombre de crues à la suite de fortes pluies a considérablement diminué sur la commune de Bessèges. Ce barrage, situé en amont sur la rivière Cèze, a été conçu pour réguler les débits d'eau et limiter les inondations fréquentes qui affectaient la région.
Avant son installation, Bessèges, située dans une zone sujette aux précipitations intenses, était régulièrement exposée aux crues, surtout lors des épisodes cévenols. Grâce au barrage, la gestion des eaux de la Cèze a permis de réduire les risques d'inondation, offrant ainsi une plus grande sécurité aux habitants et préservant les infrastructures locales.

### Climat
Pour des articles plus généraux, voir Climat de l'Occitanie et Climat du Gard.
En 2010, le climat de la commune est de type climat méditerranéen franc, selon une étude s'appuyant sur une série de données couvrant la période 1971-2000. En 2020, Météo-France publie une typologie des climats de la France métropolitaine dans laquelle la commune est exposée à un climat de montagne ou de marges de montagne et est dans la région climatique Provence, Languedoc-Roussillon, caractérisée par une pluviométrie faible en été, un très bon ensoleillement (2 600 h/an), un été chaud (21,5 °C), un air très sec en été, sec en toutes saisons, des vents forts (fréquence de 40 à 50 % de vents > 5 m/s) et peu de brouillards.
Pour la période 1971-2000, la température annuelle moyenne est de 13,6 °C, avec  une amplitude thermique annuelle de 17,3 °C. Le cumul annuel moyen de précipitations est de 1 346 mm, avec 7,7 jours de précipitations en janvier et 4 jours en juillet. Pour la période 1991-2020, la température moyenne annuelle observée sur la station météorologique la plus proche, située sur la commune de La Grand-Combe à 11 km à vol d'oiseau, est de 13,7 °C et le cumul annuel moyen de précipitations est de 1 414,0 mm,. Pour l'avenir, les paramètres climatiques de la commune estimés pour 2050 selon différents scénarios d’émission de gaz à effet de serre sont consultables sur un site dédié publié par Météo-France en novembre 2022.

#### Description générale
Le climat de Bessèges est un climat des Cévennes de type méditerranéen et qui devient montagnard en fonction de l'altitude.
De fortes précipitations peuvent être accompagnées d’orages : on parle alors d'épisodes cévenols (ou effet cévenol). Le climat est toutefois plus clément que celui des districts proches du mont Aigoual. L'influence de la Méditerranée est beaucoup plus sensible : les hivers et les automnes y sont doux et, la sécheresse estivale est parfois importante.

#### Données

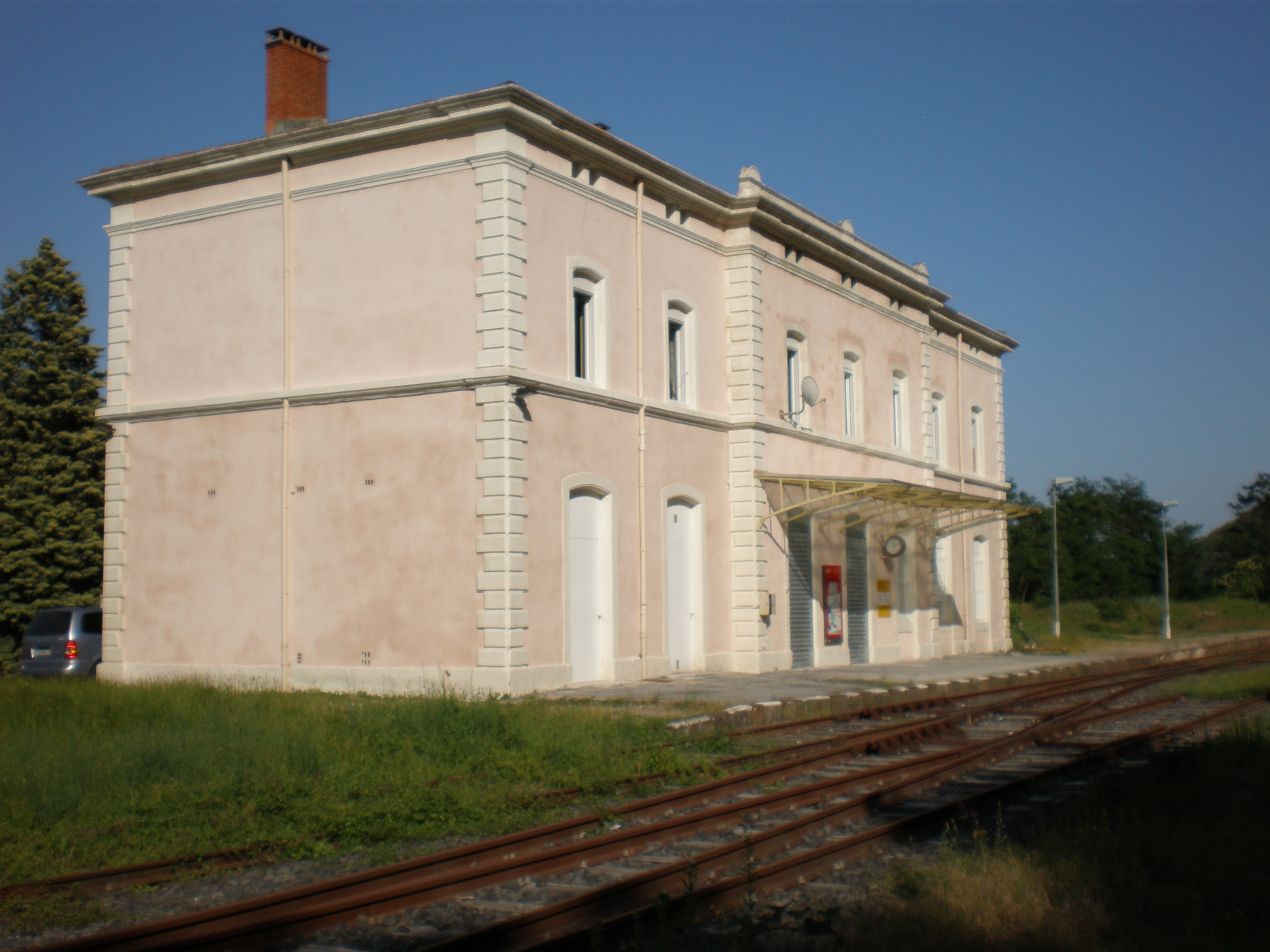
La gare de Bessèges

| Ville             | Ensoleillement · (h/an) | Pluie · (mm/an) | Neige · (j/an) | Orage · (j/an) | Brouillard · (j/an) |
| ----------------- | ----------------------- | --------------- | -------------- | -------------- | ------------------- |
| Médiane nationale | 1 852                   | 835             | 16             | 25             | 50                  |
| Bessèges          | 2669                    | 762             | 3              | 23             | 11                  |
| Paris             | 1 717                   | 634             | 13             | 20             | 26                  |
| Nice              | 2 760                   | 791             | 1              | 28             | 2                   |
| Strasbourg        | 1 747                   | 636             | 26             | 28             | 69                  |
| Brest             | 1 555                   | 1 230           | 6              | 12             | 78                  |
| Bordeaux          | 2 070                   | 987             | 3              | 32             | 78                  |

| Mois                              | jan.  | fév.  | mars  | avril | mai   | juin  | jui.  | août  | sep.  | oct.  | nov.  | déc. | année   |
| --------------------------------- | ----- | ----- | ----- | ----- | ----- | ----- | ----- | ----- | ----- | ----- | ----- | ---- | ------- |
| Température minimale moyenne (°C) | 2,4   | 3,4   | 5,1   | 7,8   | 11,2  | 14,9  | 17,7  | 17,2  | 14,7  | 10,8  | 5,9   | 3    | 9,5     |
| Température moyenne (°C)          | 6,3   | 7,7   | 9,9   | 12,8  | 16,6  | 20,5  | 23,7  | 23    | 20    | 15,4  | 10    | 6,9  | 14,4    |
| Température maximale moyenne (°C) | 10,3  | 11,9  | 14,7  | 17,8  | 21,9  | 26,2  | 29,8  | 28,9  | 25,3  | 20    | 14    | 10,7 | 19,3    |
| Ensoleillement (h)                | 143,5 | 147,4 | 203,1 | 227,6 | 267,8 | 310,2 | 353,8 | 315,3 | 236,6 | 186,8 | 143,9 | 133  | 2 668,9 |
| Précipitations (mm)               | 67,7  | 70,7  | 55,9  | 59,2  | 60,9  | 38,6  | 25,3  | 51,6  | 66,8  | 131,9 | 69,2  | 64,1 | 761,9   |

### Voies de communication et transports

#### Axes ferroviaires
Bessèges est le point d'origine de la ligne de Bessèges à Robiac, qui rejoint en gare de Robiac la ligne du Teil à Alès. Cette ligne longue de 32 km, construite à partir de 1854, fut inaugurée le 1er décembre 1857. Alors relié au grand réseau du chemin de fer français et au port de Marseille, le bassin houiller de la Cèze va connaître un développement considérable de ses industries houillères et métallurgiques, avec pour conséquence l'explosion démographique de Bessèges, alors simple hameau de la commune de Robiac.

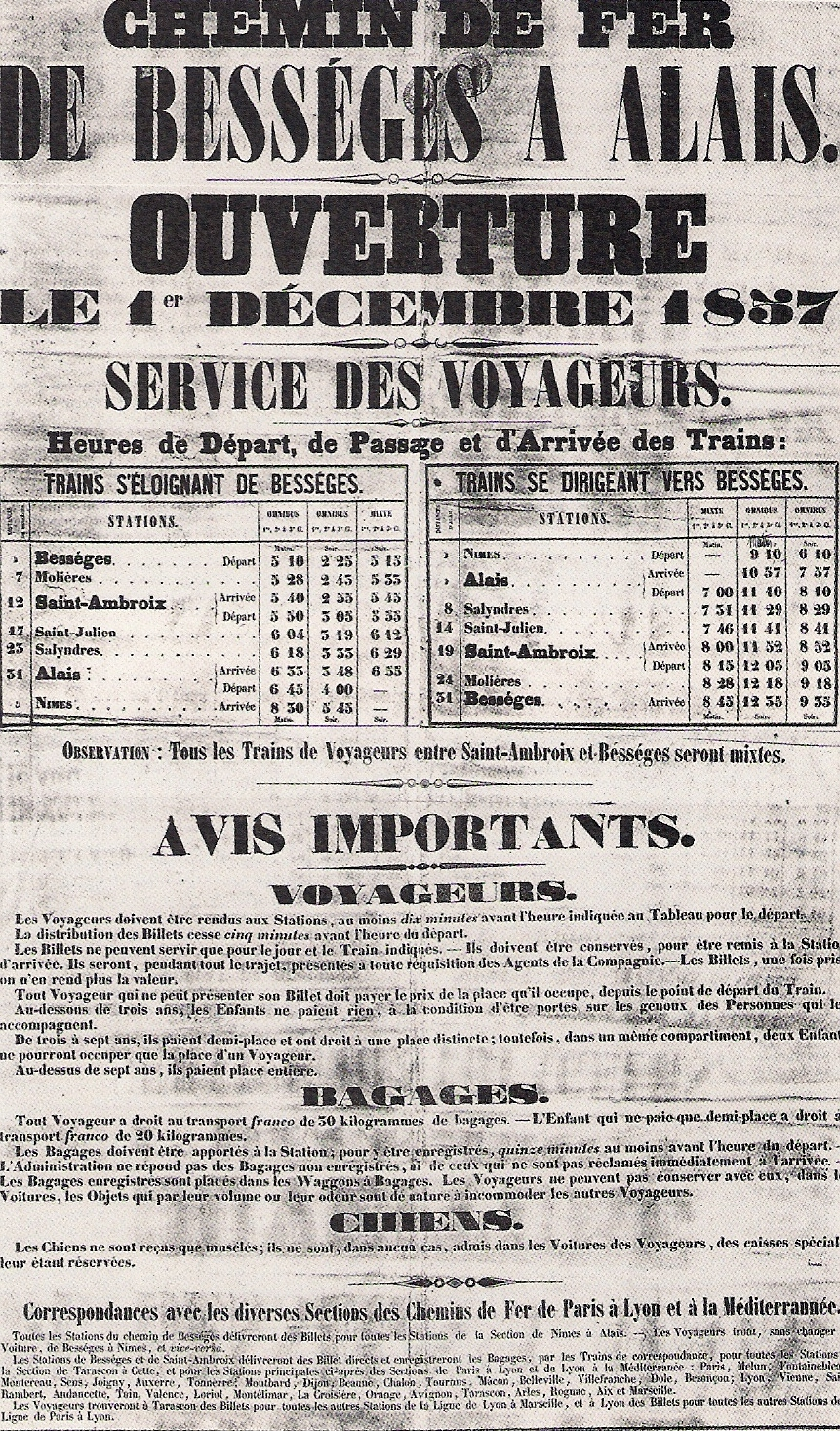
Affiche de l'ouverture de la ligne de Bessèges à Alais.

La ligne SNCF d'Alès à Bessèges est fermée depuis 2012. La commune est desservie par le réseau de transports Ales'y.
En 2021, les élus locaux, le département du Gard, la région Occitanie et la SNCF ont envisagé la réouverture de la ligne ferroviaire Alès-Bessèges, fermée depuis plusieurs années. Ce projet vise à rétablir une liaison ferroviaire directe entre Alès et Bessèges, dans le cadre d'un effort plus large pour revitaliser les infrastructures de transport de la région et offrir une alternative durable aux déplacements en voiture. La réouverture de cette ligne ferroviaire, prévue aux alentours de 2030, permettrait non seulement de faciliter les déplacements des habitants, mais aussi de renforcer l’attractivité touristique et économique de Bessèges et de ses environs.

#### Axes routiers
On accède à la commune de Bessèges depuis Saint-Ambroix par la route départementale D51, qui traverse Bessèges selon un axe sud-est / nord-ouest en direction d'Aujac, en passant par la commune de Bordezac. Cette route constitue un des axes principaux de circulation pour rejoindre les communes environnantes.
À l'ouest de Bessèges, la route départementale D17 traverse également la commune et permet de se rendre jusqu'à la commune voisine de Peyremale. Par ailleurs, la route départementale D146 offre un accès à Bessèges depuis la commune de Robiac-Rochessadoule, renforçant les liaisons locales.
La route départementale D746 permet de quitter le quartier de Revety à Bessèges pour rejoindre également Robiac-Rochessadoule. Enfin, la route départementale D130, en direction du département de l'Ardèche, permet de relier Bessèges à la commune de Gagnières, offrant ainsi un accès supplémentaire vers la région Auvergne-Rhône-Alpes.
Les autoroutes les plus proches sont l'A9 à Nîmes (77 km), et l'A7 à Bollène (77 km).

### Milieux naturels et biodiversité

#### Espaces protégés
La protection réglementaire est le mode d’intervention le plus fort pour préserver des espaces naturels remarquables et leur biodiversité associée,.
Dans ce cadre, la commune fait partie de l'aire d'adhésion du Parc national des Cévennes. Ce  parc national, créé en 1967, est un territoire de moyenne montagne formé de cinq entités géographiques : le massif de l'Aigoual, le causse Méjean avec les gorges du Tarn et de la Jonte, le mont Lozère, les vallées cévenoles ainsi que le piémont cévenol.
La commune fait partie de la zone de transition des Cévennes, un territoire d'une superficie de 116 032 ha reconnu réserve de biosphère par l'UNESCO en 1985 pour la mosaïque de milieux naturels qui la composent et qui abritent une biodiversité exceptionnelle, avec 2 400 espèces animales, 2 300 espèces de plantes à fleurs et de fougères, auxquelles s’ajoutent d’innombrables mousses, lichens, champignons,.
La commune de Bessèges est protégée en raison de la richesse de sa biodiversité et de la valeur de ses écosystèmes, notamment ses forêts, rivières et montagnes. Ces milieux naturels abritent des espèces animales et végétales rares, parfois menacées, et jouent un rôle essentiel dans l'équilibre écologique local. La protection vise à préserver ces ressources naturelles uniques contre les impacts de l'urbanisation, de la pollution et de l'exploitation excessive.

#### Réseau Natura 2000

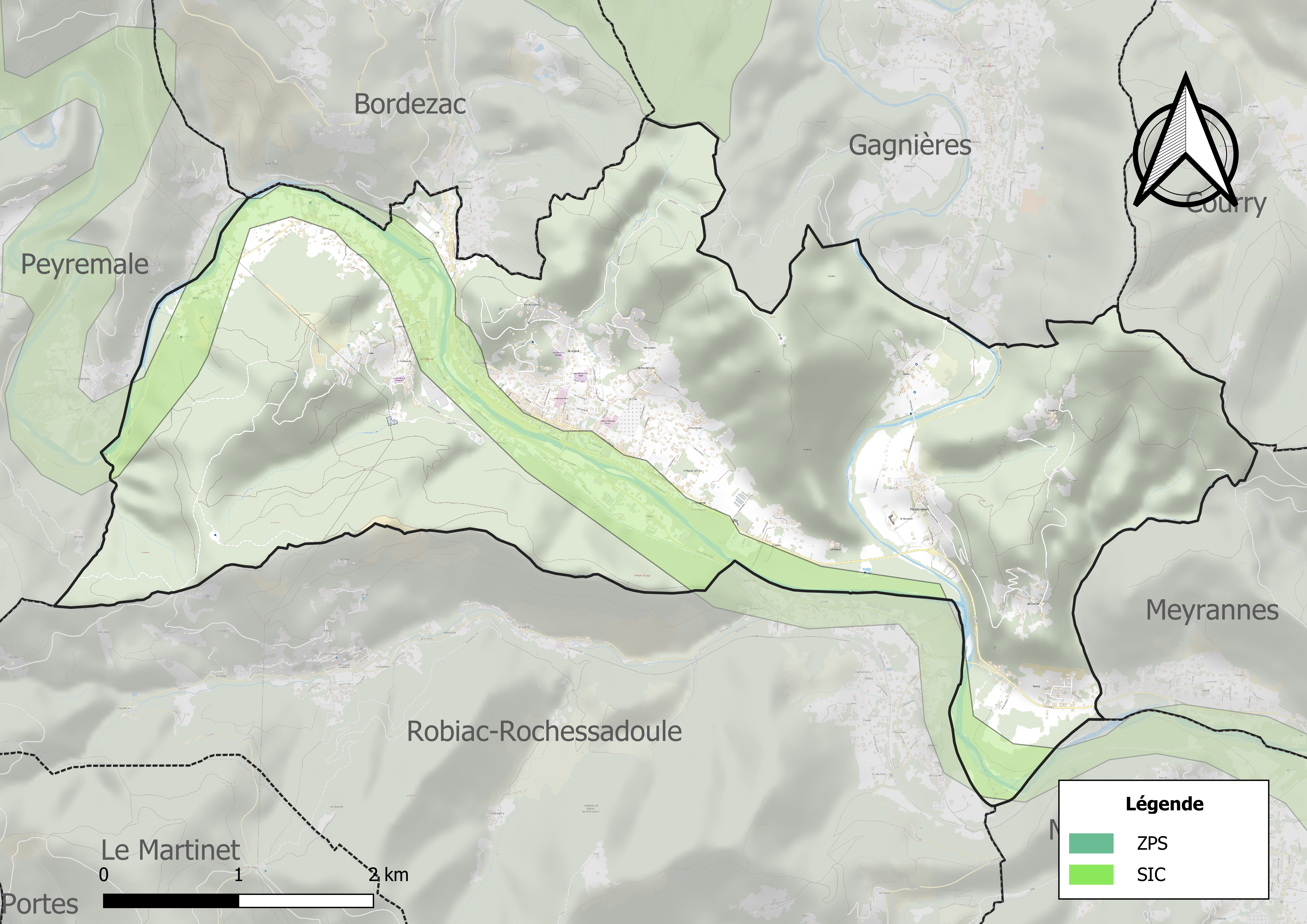
Site Natura 2000 sur le territoire communal.

Le réseau Natura 2000 est un réseau écologique européen de sites naturels d'intérêt écologique élaboré à partir des directives habitats et oiseaux, constitué de zones spéciales de conservation (ZSC) et de zones de protection spéciale (ZPS).
Un site Natura 2000 a été défini sur la commune au titre de la directive habitats : les « hautes vallées de la Cèze et du Luech », d'une superficie de 12 680 ha, correspondant à la partie amont du bassin versant de la Cèze. Elles présentent un patrimoine naturel remarquable, avec quatre espèces piscicoles : l'écrevisse à pattes blanches, le castor, la loutre et le barbeau méridional et cinq habitats d'intérêt communautaire d'origine.

#### Zones naturelles d'intérêt écologique, faunistique et floristique

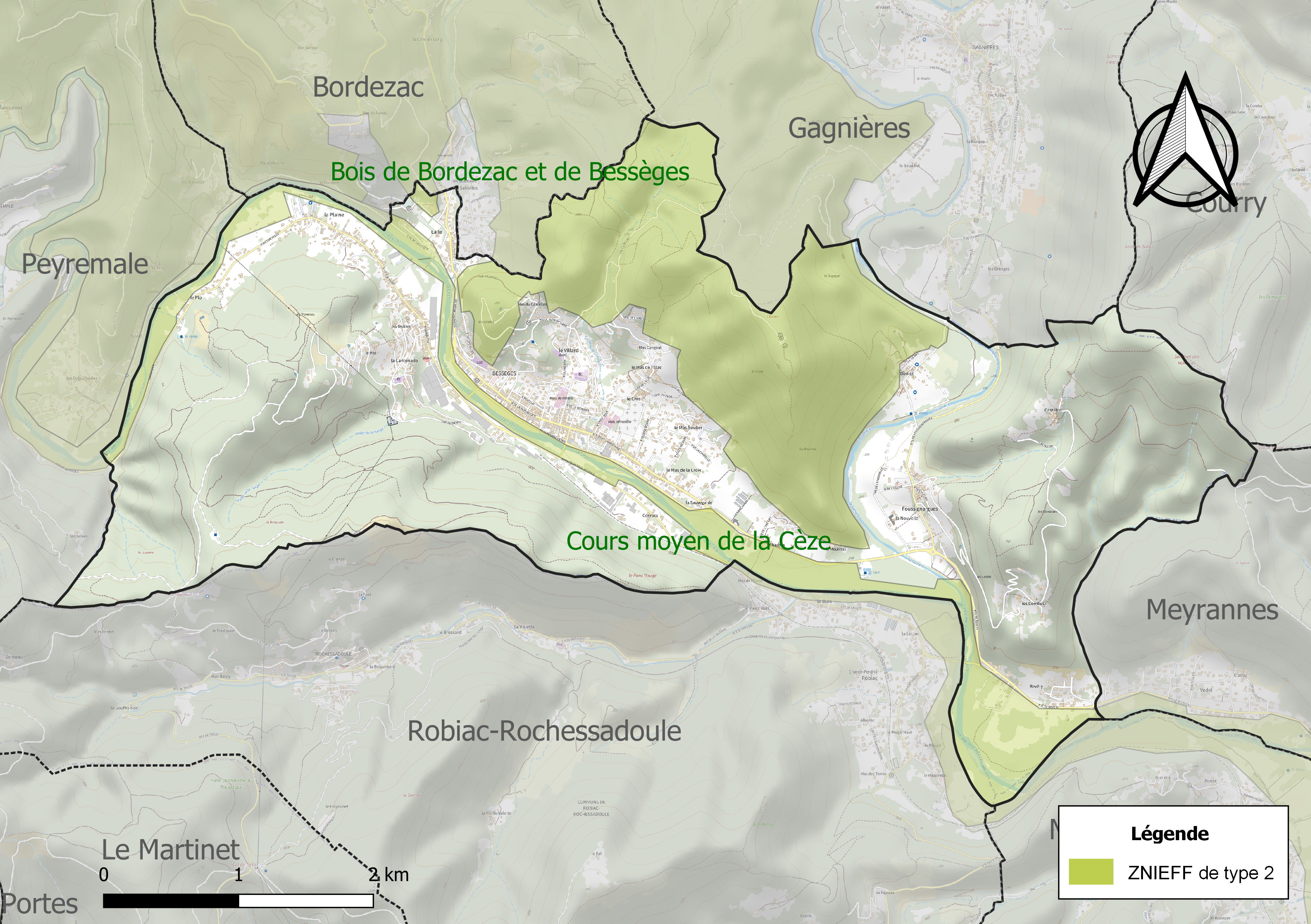
Carte des ZNIEFF de type 2 localisées sur la commune.

L’inventaire des zones naturelles d'intérêt écologique, faunistique et floristique (ZNIEFF) a pour objectif de réaliser une couverture des zones les plus intéressantes sur le plan écologique, essentiellement dans la perspective d’améliorer la connaissance du patrimoine naturel national et de fournir aux différents décideurs un outil d’aide à la prise en compte de l’environnement dans l’aménagement du territoire.
Deux ZNIEFF de type 2 sont recensées sur la commune :
- le « bois de Bordezac et de Bessèges » (1 797 ha), couvrant 4 communes du département[27] ;
- le « cours moyen de la Cèze » (648 ha), couvrant 16 communes du département[28].

## Urbanisme

### Typologie
Au 1er janvier 2024, Bessèges est catégorisée bourg rural, selon la nouvelle grille communale de densité à sept niveaux définie par l'Insee en 2022.
Elle appartient à l'unité urbaine de Bessèges, une agglomération intra-départementale regroupant trois  communes, dont elle est ville-centre,,. La commune est en outre hors attraction des villes,.

### Occupation des sols
L'occupation des sols de la commune, telle qu'elle ressort de la base de données européenne d’occupation biophysique des sols Corine Land Cover (CLC), est marquée par l'importance des forêts et milieux semi-naturels (73,4 % en 2018), en augmentation par rapport à 1990 (72,3 %). La répartition détaillée en 2018 est la suivante : 
forêts (61,5 %), zones urbanisées (14,6 %), milieux à végétation arbustive et/ou herbacée (11,9 %), zones agricoles hétérogènes (5,6 %), prairies (3,8 %), zones industrielles ou commerciales et réseaux de communication (2,6 %). L'évolution de l’occupation des sols de la commune et de ses infrastructures peut être observée sur les différentes représentations cartographiques du territoire : la carte de Cassini (XVIIIe siècle), la carte d'état-major (1820-1866) et les cartes ou photos aériennes de l'IGN pour la période actuelle (1950 à aujourd'hui).

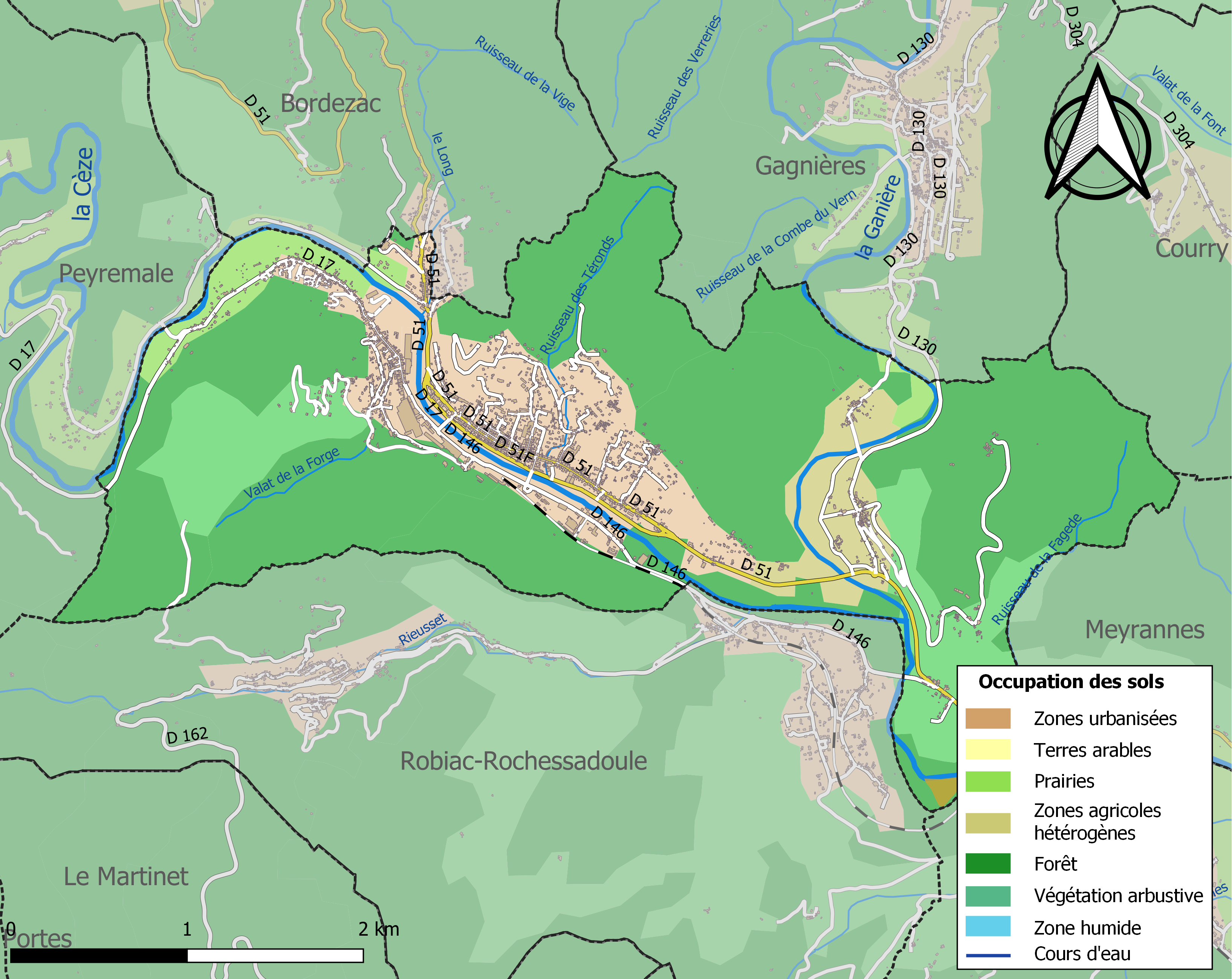
Carte des infrastructures et de l'occupation des sols de la commune en 2018 (CLC).

### Morphologie urbaine
La ville est étirée le long de la rivière Cèze, ce qui lui confère une forme allongée, typique des villes industrielles de vallées. Les quartiers ouvriers se sont développés autour des mines, des fonderies et des hauts-fourneaux, avec des habitations modestes et souvent groupées, destinées aux familles de mineurs et d’ouvriers. Ces zones sont caractérisées par des rues étroites et des maisons mitoyennes en pierre, reflétant l’architecture fonctionnelle de l’époque industrielle.
Le centre-ville de Bessèges s’organise autour de quelques places principales, notamment la Place de la République, avec une concentration de commerces et d’activités économiques. À son apogée, au XIXe siècle, Bessèges était un pôle commercial majeur, comme en témoigne la densité des boutiques, cafés et auberges à cette époque. Aujourd'hui, malgré le déclin industriel, ce centre conserve un aspect animé et reste le cœur de la vie sociale de la commune.

Les anciennes infrastructures industrielles, bien que certaines aient disparu, ont marqué durablement l'urbanisme de la ville. Les usines métallurgiques, les chemins de fer et les entrepôts se trouvaient à proximité des rives de la Cèze, facilitant ainsi le transport de matières premières et de produits finis. Les anciens chemins industriels, tels que le chemin des Gueulards, rappellent cette histoire minière, avec des accès directs aux mines et aux usines.

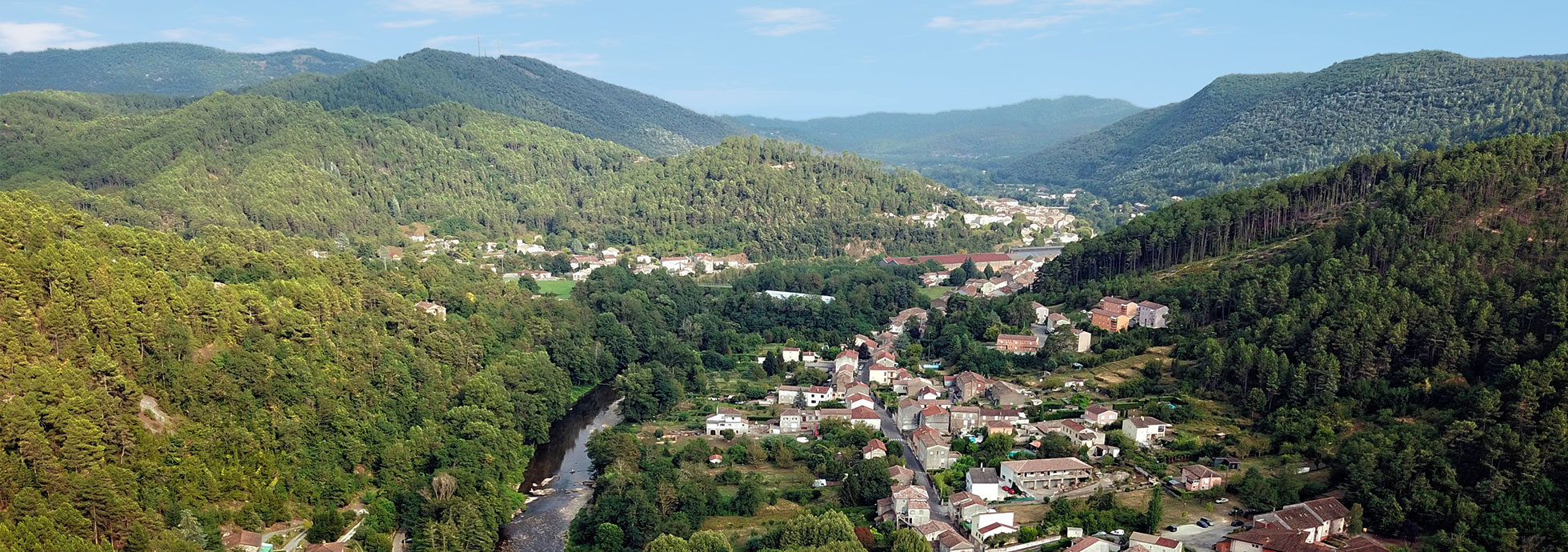
Bessèges depuis le quartier de La Plaine

Bessèges est adossée aux montagnes cévenoles, offrant un cadre naturel exceptionnel. Cette proximité avec les montagnes a contraint l’urbanisation à s’adapter aux pentes et aux reliefs, limitant l’expansion de la ville et donnant une forme compacte à certains quartiers. Les espaces verts et les zones de nature, comme les collines et la forêt environnante, sont omniprésents, ce qui a permis à la commune de conserver une ambiance semi-rurale malgré son passé industriel.
Après le déclin des activités industrielles, la ville s’est réorientée vers des fonctions plus résidentielles et touristiques. Des quartiers résidentiels plus récents se sont développés à la périphérie, avec des maisons individuelles, contrastant avec les anciens quartiers ouvriers. Les infrastructures publiques comme les écoles, la médiathèque et les équipements sportifs ont été renforcées pour soutenir cette nouvelle phase de développement.

### Logement
| Évolution du nombre de logements | Évolution du nombre de logements | Évolution du nombre de logements | Évolution du nombre de logements | Évolution du nombre de logements | Évolution du nombre de logements | Évolution du nombre de logements | Évolution du nombre de logements |
| Type de logement                 | 1968                             | 1975                             | 1982                             | 1990                             | 1999                             | 2007                             | 2010                             |
| -------------------------------- | -------------------------------- | -------------------------------- | -------------------------------- | -------------------------------- | -------------------------------- | -------------------------------- | -------------------------------- |
| Résidences Principales           | 2 210 (87,15 %)                  | 2 055 (82,07 %)                  | 1 828 (79,20 %)                  | 1 621 (74,63 %)                  | 1 463 (67,20 %)                  | 1 565 (74,52 %)                  | 1 538 (70,85 %)                  |
| Résidences Secondaires           | 142 (5,60 %)                     | 150 (6,00 %)                     | 166 (7,19 %)                     | 247 (11,37 %)                    | 200 (9,19 %)                     | 222 (10,57 %)                    | 215 (9,90 %)                     |
| Logements Vacants                | 184 (7,25 %)                     | 299 (11.93 %)                    | 314 (13,61 %)                    | 304 (14,00 %)                    | 514 (23,61 %)                    | 313 (14,91 %)                    | 418 (19,25 %)                    |
| Total                            | 2 536                            | 2 504                            | 2 308                            | 2 172                            | 2 177                            | 2 100                            | 2 171                            |
| Sources des données : INSEE      |                                  |                                  |                                  |                                  |                                  |                                  |                                  |

Une maison de retraite de 116 places est installée à Bessèges.

### Risques majeurs
Le territoire de la commune de Bessèges est vulnérable à différents aléas naturels : météorologiques (tempête, orage, neige, grand froid, canicule ou sécheresse), inondations, feux de forêts, mouvements de terrains et séisme (sismicité faible). Il est également exposé à un risque technologique, la rupture d'un barrage, et à un risque particulier : le risque de radon. Un site publié par le BRGM permet d'évaluer simplement et rapidement les risques d'un bien localisé soit par son adresse soit par le numéro de sa parcelle.

#### Risques naturels
La commune fait partie du territoire à risques importants d'inondation (TRI) d'Alès, regroupant 37 communes autour d'Alès, un des 31 TRI qui ont été arrêtés fin 2012 sur le bassin Rhône-Méditerranée, retenu au regard des risques de débordements de la Cèze et des Gardons. Parmi les dernières crues significatives qui ont touché le territoire figurent celles de 1958 et de septembre 2002. Des cartes des surfaces inondables ont été établies pour trois scénarios : fréquent (crue de temps de retour de 10 ans à 30 ans), moyen (temps de retour de 100 ans à 300 ans) et extrême (temps de retour de l'ordre de 1 000 ans, qui met en défaut tout système de protection),. La commune a été reconnue en état de catastrophe naturelle au titre des dommages causés par les inondations et coulées de boue survenues en 1982, 1983, 1993, 1995, 2002, 2008 et 2015,.

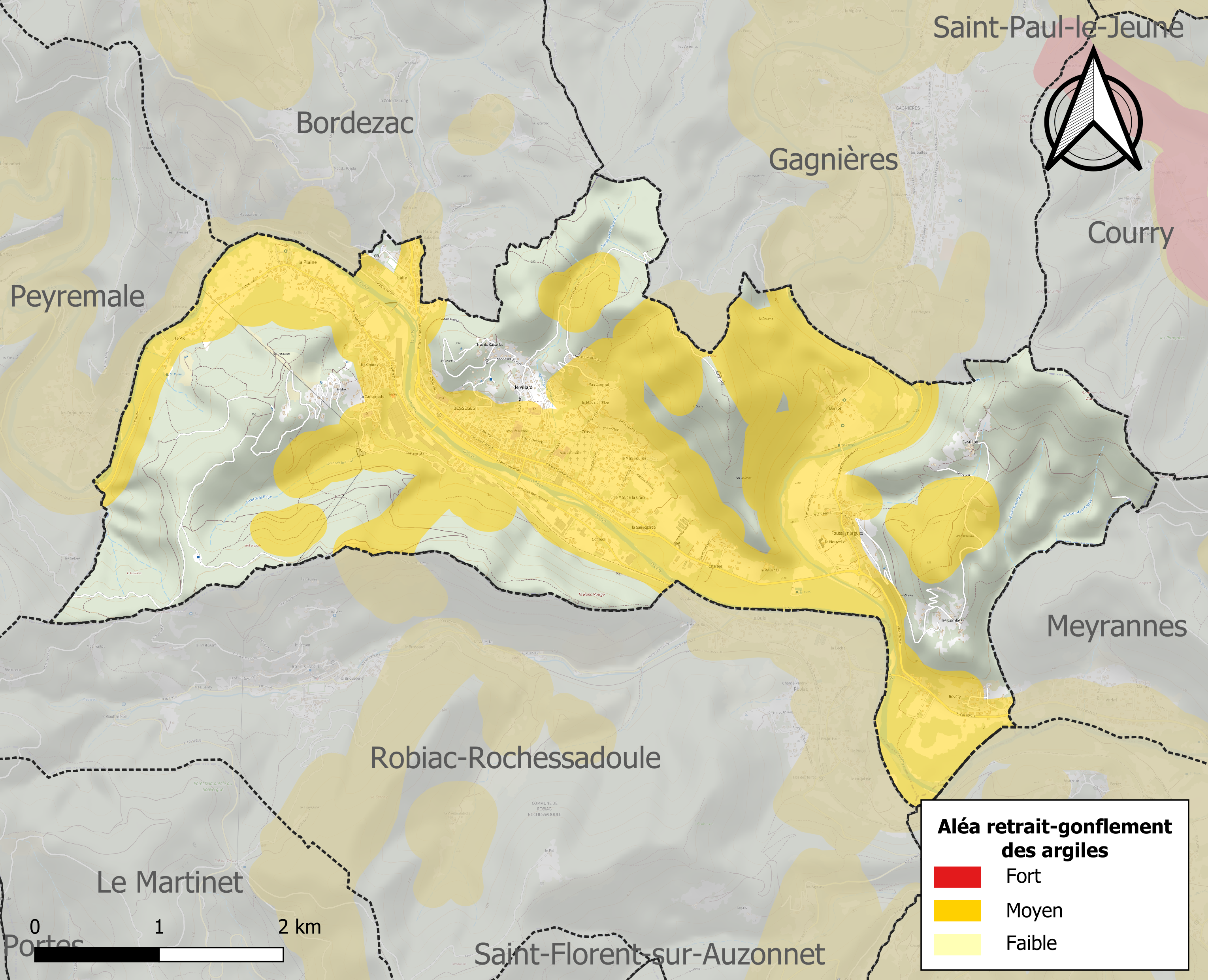
Carte des zones d'aléa retrait-gonflement des sols argileux de Bessèges.

La commune est vulnérable au risque de mouvements de terrains constitué principalement du retrait-gonflement des sols argileux. Cet aléa est susceptible d'engendrer des dommages importants aux bâtiments en cas d’alternance de périodes de sécheresse et de pluie. 54,9 % de la superficie communale est en aléa moyen ou fort (67,5 % au niveau départemental et 48,5 % au niveau national). Sur les 733 bâtiments dénombrés sur la commune en 2019, 603 sont en aléa moyen ou fort, soit 82 %, à comparer aux 90 % au niveau départemental et 54 % au niveau national. Une cartographie de l'exposition du territoire national au retrait gonflement des sols argileux est disponible sur le site du BRGM,.
Par ailleurs, afin de mieux appréhender le risque d’affaissement de terrain, l'inventaire national des cavités souterraines permet de localiser celles situées sur la commune.
Concernant les mouvements de terrains, la commune a été reconnue en état de catastrophe naturelle au titre des dommages causés par des mouvements de terrain en 1983.

#### Risques technologiques
La commune est en outre située en aval du barrage de Sénéchas, un ouvrage de classe A doté d'un PPI. À ce titre elle est susceptible d’être touchée par l’onde de submersion consécutive à la rupture de cet ouvrage.

#### Risques particuliers
Dans plusieurs parties du territoire national, le radon, accumulé dans certains logements ou autres locaux, peut constituer une source significative d’exposition de la population aux rayonnements ionisants. Certaines communes du département sont concernées par le risque radon à un niveau plus ou moins élevé. Selon la classification de 2018, la commune de Bessèges est classée en zone 3, à savoir zone à potentiel radon significatif.

## Toponymie
La toponymie de la commune de Bessèges remonte au Moyen Âge. En 1318, elle est mentionnée sous le nom de Locus de Balseguis, puis en 1410 sous l'appellation Besigioe. Ces anciennes formes montrent l’évolution du nom de la ville à travers les siècles.
Ses habitants sont appelés les Bességeois et les Bességeoises.

## Histoire

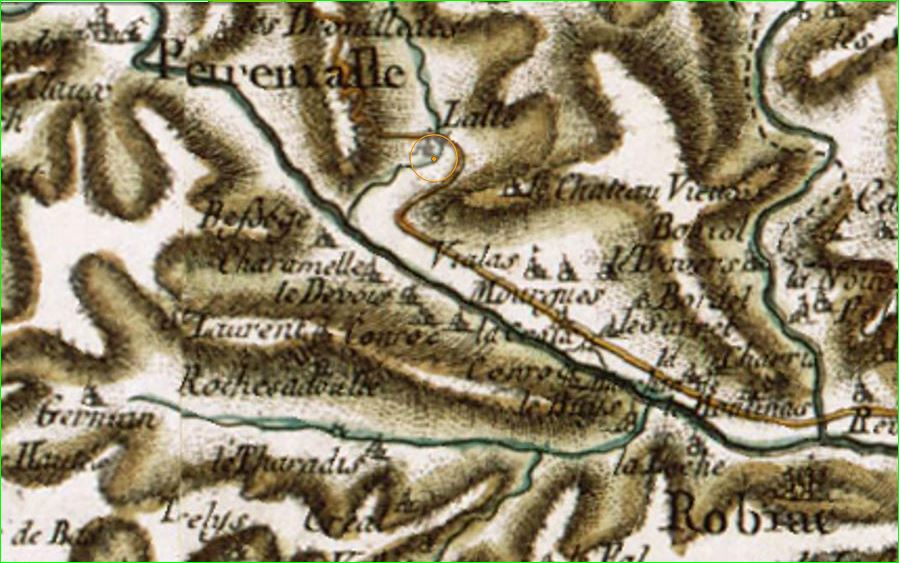
Bessèges, Peyremale, Robiac et hameaux environnants
sur la carte de Cassini (XVIIIe siècle s.)

### Ancien Régime
Sous l'Ancien Régime Bessèges n'est qu'un hameau de la paroisse de Robiac, comprise alors dans la viguerie et le diocèse d'Uzès, archiprêtré de Saint-Ambroix. Il continua d'être annexé à la commune de Robiac jusqu'en 1857, où une loi du 17 juin l'érigea en commune.

### Époque contemporaine

#### La houille, la métallurgie et la création de la commune
L'essor de Bessèges débute avec la mine, ouverte en 1809 et agrandie après l'installation d'une usine sidérurgique en 1833 ; la voie ferrée y parvient en 1857. La commune a été créée en 1858 à partir de plusieurs quartiers de communes voisines.
- Bessèges (rive droite de la Cèze) est séparé de Robiac
- Le Travers et Le Villard  (rive gauche de la Cèze) sont séparés de Gagnières

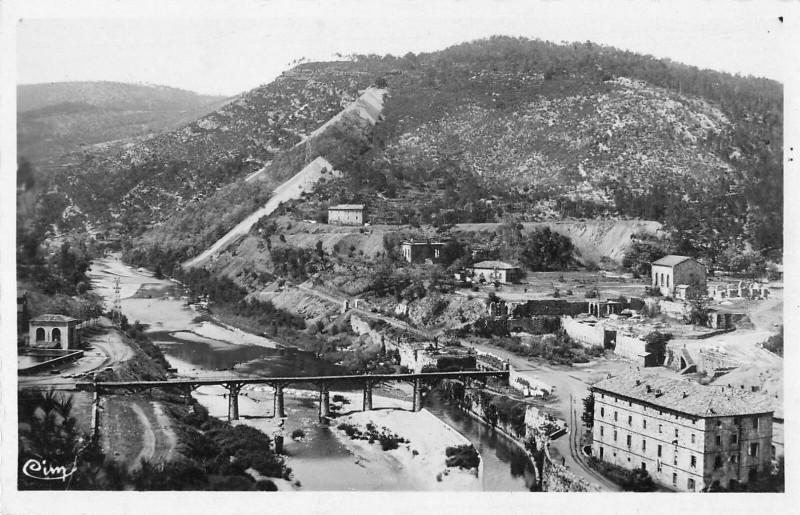
Bessèges - Quartier de Lalle sous l'ère industrielle

- Bessèges - Quartier de Lalle sous l'ère industrielleLalle est séparé de Bordezac. En effet, en vertu d'une loi impériale du 18 mai 1864, le quartier de Lalle, initialement rattaché à la commune de Bordezac, est intégré à la jeune commune de Bessèges, créée en 1858. Cette modification administrative est motivée par le dynamisme de l'industrie minière dans la région, le quartier de Lalle abritant plusieurs des principaux puits de mine[49].

Le développement considérable que prirent les industries houillères et métallurgiques de la région hâta le développement de la commune de Bessèges, qui devint chef-lieu de canton en février 1868. La population de Bessèges dépassa le chiffre de 11 000 habitants, ce qui la classa 3e ville du Gard après Nîmes et Alès. Une verrerie, une fonderie de fonte et de bronze, une usine de constructions mécaniques complètent le bassin industriel à la fin du XIXe siècle. C'est l'apogée.
Le développement de Bessèges est également étroitement lié à l'essor de l'industrie métallurgique, qui s'est développée parallèlement à l'activité minière. À l'origine, la métallurgie était assurée par la Compagnie houillère de Robiac, laquelle fusionna avec plusieurs autres compagnies, pour devenir en 1890 la Compagnie des Mines, Fonderies et Forges d’Alais. L'exploitation des hauts-fourneaux, aciéries et laminoirs se poursuivit jusqu'en 1914, et les rails de Bessèges acquirent une grande renommée, même après la fermeture des hauts-fourneaux.
En 1918, pendant la Première Guerre mondiale, Bessèges se diversifie en devenant un site de production de tubes d’acier, notamment pour l'industrie aéronautique. La Société des Tubes de Bessèges est créée en 1921, intégrée plus tard dans le groupe Lorraine-Escaut. Après la fermeture des mines en 1956, l'usine à tubes devient la principale industrie du canton. En 1967, elle rejoint le groupe Vallourec, se modernise, et atteint une production de 60 000 tonnes en 1973, restant un pilier industriel important de la région.
L’apogée de Bessèges se situe entre 1880 et 1890, période où la ville était en pleine effervescence grâce à son dynamisme économique. En 1884, le recensement des commerçants témoigne de cette prospérité : on y trouvait une grande diversité de métiers avec notamment 26 boulangers, 22 bouchers-charcutiers, 51 épiciers, 37 cabaretiers et aubergistes, et 34 cafetiers.
D'autres activités florissantes incluaient 16 marchands de vin, 9 menuisiers-ébénistes, 13 fruitiers, 10 cordonniers, ainsi que des potiers, horlogers, maçons et modistes. Au total, on recensait 42 commerçants et industriels divers, faisant de Bessèges un centre commercial très actif à cette époque.

#### La catastrophe des mines de Lalle
Lalle est un hameau en amont de Bessèges sur la Cèze ; le 11 octobre 1861, un violent orage s’abat sur la région de Bessèges, provoquant une montée rapide et incontrôlée des eaux de la Cèze. Gonflée de manière démesurée, la rivière sort de son lit et les eaux s’accumulent dangereusement entre Lalle et Bessèges. Sous la pression, des fissures commencent à apparaître dans le sol, et à 15 h 30, une brèche de 4 m² s’ouvre soudainement. À une cadence effroyable de 130 000 m3 par heure, les eaux se précipitent dans la mine de Lalle, l’envahissant en quelques minutes à peine.

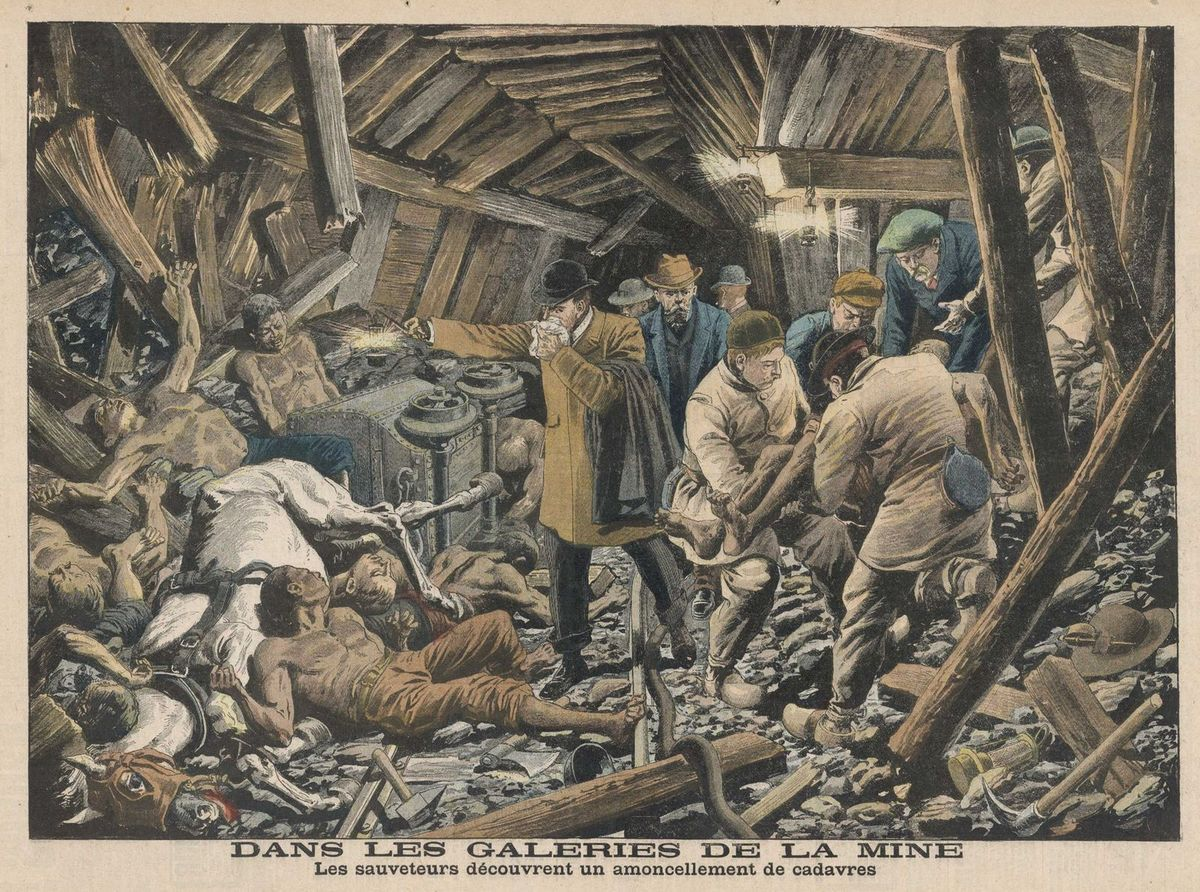
Catastrophe de la mine de Lalle

Sur les 139 mineurs présents ce jour-là, 110 se retrouvent pris au piège. La panique et l’angoisse s’emparent des galeries, devenues des pièges mortels où l’eau monte rapidement, ne laissant que peu de chance de survie. Malgré l’ampleur du désastre, seuls cinq mineurs parviennent à se réfugier dans un puits d’aération. Ils seront retrouvés vivants après plusieurs jours, miraculeusement sauvés de cette tragédie. Malheureusement, 106 mineurs, âgés de 11 à 71 ans, perdent la vie, faisant de la catastrophe de Lalle la plus meurtrière du bassin houiller des Cévennes.
La mine de Lalle, située dans une zone particulièrement exposée aux crues de la Cèze, avait toujours été vulnérable à de tels débordements. Les crues répétées de la rivière étaient bien connues des habitants et des autorités locales, et nombreuses sont celles qui ont été consignées dans les registres officiels.

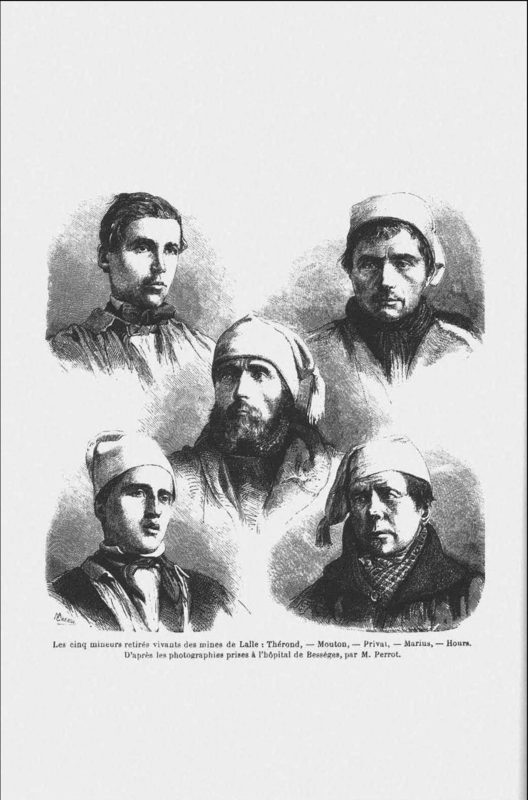
Les cinq survivants de la catastrophe

Face à l'ampleur du drame, les autorités tentent de contrôler la situation et d’apaiser les tensions. Dès le lendemain, le Préfet du Gard arrive sur place avec un train spécial, accompagné d’une centaine de militaires, pour maintenir l’ordre et éviter toute velléité de révolte. Le discours officiel, relayé par une presse sous contrôle (nous sommes alors sous le Second Empire), insiste sur deux points : l’accident était imprévisible et toutes les mesures possibles ont été prises pour sauver les mineurs. Cette version vise avant tout à minimiser les responsabilités et à prévenir toute contestation parmi la population endeuillée et en colère.
L'inondation des mines de Lalle inspira Hector Malot pour son roman Sans Famille avec le personnage de Rémi, jeune homme rescapé de la mine inondée, et Zola pour Germinal. Cette catastrophe reste la plus grave du bassin houiller des Cévennes.

#### XXesiècle
Pendant la seconde Guerre mondiale, après enquête approfondie, le préfet du régime de Vichy décide de suspendre le Maire SFIO Alphonse Peyric, suspecté pour son attitude équivoque. Il est remplacé avant la fin de la guerre par une délégation spéciale dont le président, Léonce François, était membre de l’Action française, plus proche des valeurs du maréchal Pétain.
De 1926 à 1971, Foussignargues était une commune autonome située dans le Gard. Cependant, en 1971, elle fut rattachée à la commune voisine de Bessèges, devenant ainsi l'un de ses quartiers. Ce changement administratif reflète une tendance de l'époque à regrouper certaines petites communes pour des raisons de gestion et de développement local. Depuis lors, Foussignargues fait partie intégrante de Bessèges tout en conservant son identité locale.

#### Déclin et reconversion

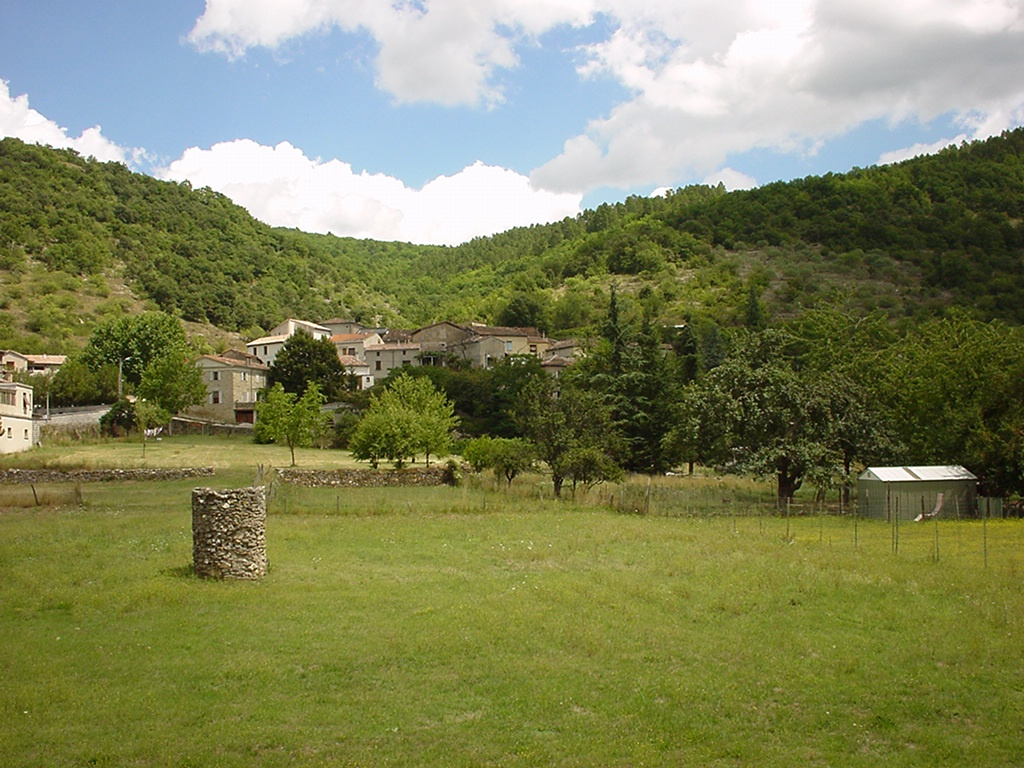
Foussignargues

Le déclin vient aussitôt après la seconde Guerre mondiale, marqué par les fermetures de la verrerie en 1920 et de la fonderie en 1922. En 1920, la société Escaut-et-Meuse crée une usine de tubes sur un terrain précédemment occupé par les ateliers des forges. Cette aciérie entre dans le groupe Lorraine-Escaut en 1953, passe à Usinor en 1966 puis Vallourec l'année suivante, et ferme en 1987. S'implantent ensuite les sociétés AI Industrie et ACCEB qui créent jusqu'à 400 emplois jusqu'en 1992 et quittent définitivement la ville en 1996.
Depuis, le tissu industriel se développe sur le secteur du bois, autour des sociétés Jalles Père et Fils, SPB et À tout bois de cœur. Les charbonnages sont abandonnés en 1964. La population, en baisse depuis les années 1920 mais encore à 5 300 habitants en 1975, diminue toujours malgré l'absorption de la petite commune de Foussignargues en 1972. L'embranchement ferroviaire vers Alès est toutefois maintenu (ligne Alès-Bessèges et ligne Le Teil - Alès). L'économie de Bessèges est, aujourd'hui, tournée surtout vers le tourisme.

#### Incendie du 7 juillet 2022

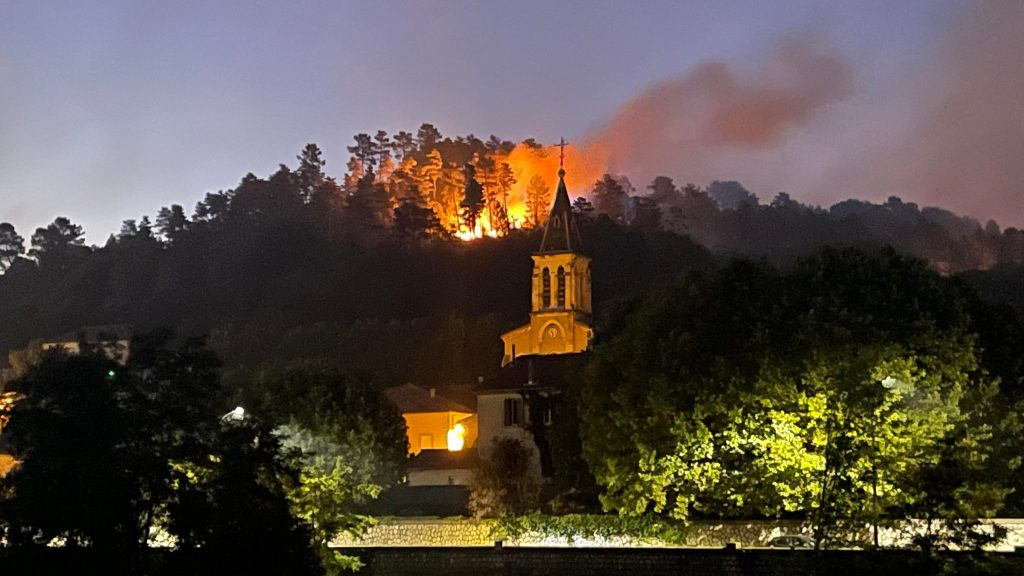
Incendie Bessèges 2022

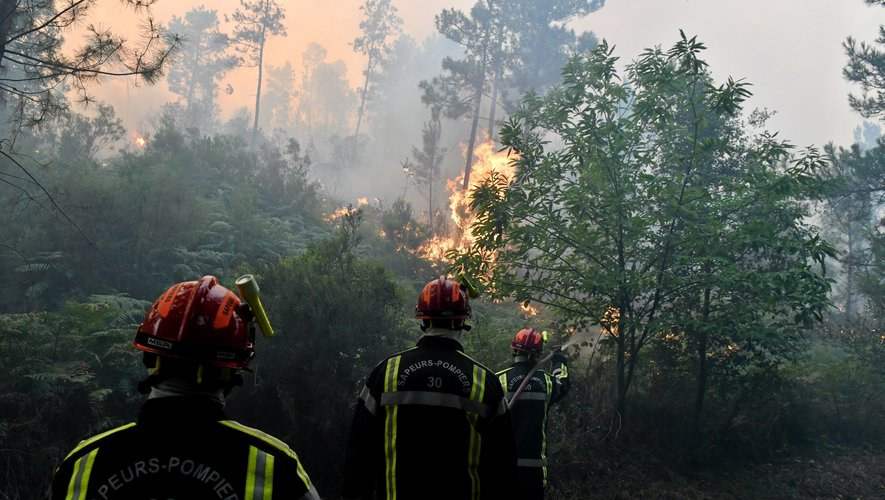
Incendie Bessèges-Bordezac 2022

L'incendie se déclare le 7 juillet 2022 vers 17 heures, sur la commune de Bordezac, à proximité de la frontière entre les départements de l'Ardèche et du Gard. Ce sinistre s'est rapidement intensifié, attisé par des vents soufflant vers le sud, menaçant ainsi les communes voisines de Bessèges et Gagnières. La situation a exigé une mobilisation massive des services de secours : environ 700 pompiers ont été déployés sur le terrain pour contenir les flammes, assistés par des avions bombardiers d'eau de la Sécurité civile, notamment des Canadair et des Dash.
La rapidité de la propagation du feu a rendu nécessaire l'évacuation d'un grand nombre de personnes, principalement des habitants de Bordezac, mais aussi de quelques résidents de Bessèges. Cette opération préventive a permis d'assurer la sécurité des populations locales, bien que la menace pesant sur les habitations se soit révélée réelle et immédiate.

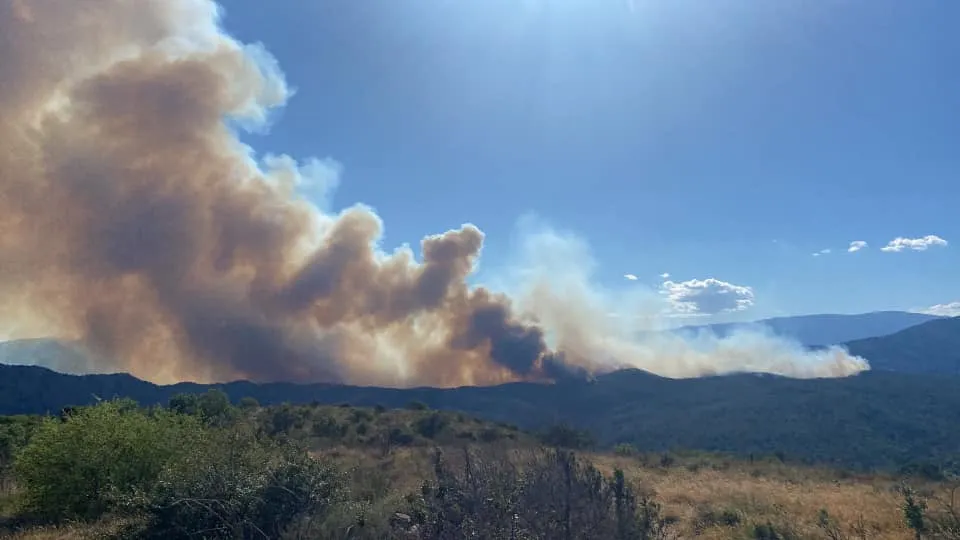
Incendie Bessèges-Bordezac 2022

Les causes de l'incendie restent incertaines, bien que certains indices suggèrent qu'il pourrait s'agir d'un acte d'origine humaine. Pour clarifier les circonstances de cet événement destructeur, le sous-préfet d'Alès a annoncé le 8 juillet 2022 l'ouverture d'une enquête. Cette enquête est menée conjointement par le Service Départemental d'Incendie et de Secours du Gard (SDIS 30) et la Gendarmerie nationale.
Le bilan de l'incendie de Bordezac est marqué par des dégâts matériels limités et quelques blessés parmi les pompiers. Les pertes matérielles incluent la destruction d'un mazet, d'un garage, et de deux voitures. Aucune habitation n'a été affectée dans cette commune, ce qui témoigne de l'efficacité des mesures de protection mises en place.Sur le plan humain, l'incendie a occasionné treize blessés chez les pompiers. Parmi eux, un seul a dû être hospitalisé, mais sans que son pronostic vital ne soit engagé.
Environ 700 ha de forêt sont détruits. Une véritable catastrophe, la forêt étant reconnue réserve de biosphère par l'Unesco depuis 1985.

## Politique et administration

### Tendances politiques et résultats
Candidats arrivés en tête au premier tour de l’élection présidentielle entre 2007 et 2022.
| 2007                      | 2012                        | 2017                      | 2022                      |
| ------------------------- | --------------------------- | ------------------------- | ------------------------- |
| Ségolène ROYAL - 51,25 %  | François HOLLANDE - 57,44 % | Emmanuel MACRON - 50,04 % | Marine LE PEN - 61,24 %   |
| Nicolas SARKOZY - 48,75 % | Nicolas SARKOZY - 42,56 %   | Marine LE PEN - 49,96 %   | Emmanuel MACRON - 38,76 % |

### Liste des maires
| Période                                  | Période      | Identité                              | Étiquette        | Qualité |
| ---------------------------------------- | ------------ | ------------------------------------- | ---------------- | --- |
| 1858                                     | 1865         | Louis-Michel Illide de Veau de Robiac | Bonapartiste     | Officier militaire |
| 1865                                     | 1870         | Emmanuel Vidal                        |                  | Docteur en médecine |
| 1870                                     | 1871         | Félix Jouguet                         |                  | Directeur des mines et usines que la Compagnie de Terrenoire                                                                               |
| 1871                                     | 1874         | Emmanuel Vidal                        |                  | Docteur en médecine |
| 1874                                     | 1878         | Henri Costier                         |                  | Notaire |
| 1878                                     | 1887         | Félix Jouguet                         |                  | Directeur des mines et usines que la Compagnie de Terrenoire                                                                               |
| 1887                                     | 1888         | Charles Meusnier                      |                  | Ingénieur des forges |
| 1888                                     | janvier 1892 | Bruneau Manifacier                    |                  | Confiseur |
| janvier 1892                             | mai 1892     | Jules Triat                           |                  | Négociant |
| mai 1892                                 | 1894         | Édouard Honorat                       |                  | Géomètre |
| 1894                                     | 1900         | Félix Malartre                        |                  | Géomètre |
| 1900                                     | 1904         | Jules Deleuze                         |                  | Géomètre |
| 1904                                     | 1908         | Eugène Sugier                         |                  | Négociant |
| 1908                                     | 1926         | Étienne Bracourt                      | SFIO             | Horloger |
| 1926                                     | 1941         | Alphonse Peyric                       | SFIO             | Délégué mineur et conseiller général suspendu par le régime de Vichy                                                                       |
| 1941                                     | 1944         | Léonce François                       | Action française | Président de la délégation spéciale |
| 1945                                     | 1967         | Alphonse Peyric                       | SFIO             | Délégué mineur et conseiller général |
| 1967                                     | 1989         | André Rouvière                        | PS               | Sénateur et conseiller général |
| 1989                                     | 1995         | Roland Aspord                         | DVD              | Industriel |
| 1995                                     | 2001         | André Rouvière                        | PS               | Sénateur et conseiller général |
| 2001                                     | En cours     | Bernard Portalès                      | DVG              | Employé de banque Ancien conseiller général et vice-président du conseil général Vice-président de la Communauté de communes Cèze-Cévennes |
| Les données manquantes sont à compléter. |              |                                       |                  | |

### Intercommunalité
La commune fait partie de la  Communauté de communes Cèze-Cévennes.

### Jumelages
La commune de Bessèges n'est actuellement jumelée avec aucune autre ville, que ce soit en France ou à l'international.

## Population et société

### Démographie

#### Évolution de la population
L'évolution du nombre d'habitants est connue à travers les recensements de la population effectués dans la commune depuis 1861. Pour les communes de moins de 10 000 habitants, une enquête de recensement portant sur toute la population est réalisée tous les cinq ans, les populations de référence des années intermédiaires étant quant à elles estimées par interpolation ou extrapolation. Pour la commune, le premier recensement exhaustif entrant dans le cadre du nouveau dispositif a été réalisé en 2006.

En 2022, la commune comptait 2 624 habitants, en évolution de −7,61 % par rapport à 2016 (Gard : +2,97 %, France hors Mayotte : +2,11 %).
| 1861  | 1866  | 1872  | 1876   | 1881   | 1886   | 1891  | 1896  | 1901  |
| ----- | ----- | ----- | ------ | ------ | ------ | ----- | ----- | ----- |
| 7 055 | 8 671 | 8 908 | 10 668 | 11 404 | 10 653 | 8 673 | 7 962 | 9 040 |

| 1906  | 1911  | 1921  | 1926  | 1931  | 1936  | 1946  | 1954  | 1962  |
| ----- | ----- | ----- | ----- | ----- | ----- | ----- | ----- | ----- |
| 8 219 | 8 030 | 6 368 | 7 062 | 6 357 | 5 425 | 5 648 | 5 823 | 5 720 |

| 1968  | 1975  | 1982  | 1990  | 1999  | 2006  | 2011  | 2016  | 2021  |
| ----- | ----- | ----- | ----- | ----- | ----- | ----- | ----- | ----- |
| 5 421 | 5 255 | 4 352 | 3 635 | 3 137 | 3 197 | 3 042 | 2 840 | 2 695 |

| 2022  | - | - | - | - | - | - | - | - |
| ----- | - | - | - | - | - | - | - | - |
| 2 624 | - | - | - | - | - | - | - | - |

#### Pyramide des âges
La commune de Bessèges, avec ses 2 695 habitants, a connu une baisse significative de sa population de -5,11 % entre 2016 et 2021. Cette décroissance démographique, plus marquée que celle de Bordezac, reflète les défis auxquels sont confrontées les petites villes et zones rurales, notamment le départ des jeunes générations vers les centres urbains pour des raisons professionnelles. Avec une densité de 261 habitants par kilomètre carré, Bessèges est nettement plus densément peuplée que les communes avoisinantes, ce qui s'explique par son passé industriel lié à l'exploitation minière. L'âge médian de la population est de 56 ans, signalant un vieillissement notable des habitants, similaire à la tendance observée dans d'autres localités rurales de la région.
La population de la commune est relativement âgée.
En 2018, le taux de personnes d'un âge inférieur à 30 ans s'élève à 22,8 %, soit en dessous de la moyenne départementale (32,6 %). À l'inverse, le taux de personnes d'âge supérieur à 60 ans est de 45,5 % la même année, alors qu'il est de 29,6 % au niveau départemental.
En 2018, la commune comptait 1 316 hommes pour 1 522 femmes, soit un taux de 53,63 % de femmes, légèrement supérieur au taux départemental (51,82 %).
Les pyramides des âges de la commune et du département s'établissent comme suit.
| Hommes | Classe d’âge | Femmes |
| ------ | ------------ | ------ |
| 2,1    | 90 ou +      | 6,1    |
| 14,3   | 75-89 ans    | 21,3   |
| 22,9   | 60-74 ans    | 23,5   |
| 20,2   | 45-59 ans    | 16,8   |
| 14,6   | 30-44 ans    | 12,2   |
| 10,1   | 15-29 ans    | 9,4    |
| 15,8   | 0-14 ans     | 10,8   |

| Hommes | Classe d’âge | Femmes |
| ------ | ------------ | ------ |
| 0,9    | 90 ou +      | 2      |
| 8,3    | 75-89 ans    | 10,6   |
| 19,4   | 60-74 ans    | 19,9   |
| 20,4   | 45-59 ans    | 20,3   |
| 16,8   | 30-44 ans    | 17     |
| 16,4   | 15-29 ans    | 14,2   |
| 17,8   | 0-14 ans     | 15,8   |

#### Solde naturel
| Naissances | 35  | 29  | 24  | 29  | 27  | 28  | 17  | 35  | 24  | 36  | 31  | 26  | 22  |  |  |  |
| Décès      | 122 | 99  | 89  | 99  | 73  | 75  | 79  | 53  | 68  | 77  | 90  | 79  | 78  |  |  |  |
| Solde      | -87 | -70 | -65 | -70 | -46 | -47 | -62 | -18 | -44 | -41 | -59 | -53 | -56 |  |  |  |

### Enseignement
Sur la commune de Bessèges on trouve une classe passerelle (pour préparer les enfants de 2 ans à l'école maternelle - 2 jours de classe par semaine), une école maternelle (Hector Malot), deux écoles primaires (Le Petit Villard - Côté Travers et La Cantonade - Côté Plaine), un collège (Collège du Castellas).
En 2022, une classe ULIS (Unité Localisée pour l'Inclusion Scolaire) a été créée au sein du collège Le Castellas. Cette initiative vise à offrir un accueil optimal et à favoriser une intégration réussie des élèves en situation de handicap.

### Santé
En 2015, à l'initiative de la mairie, une maison de santé a été inaugurée à Bessèges. Ce centre médical moderne accueille 19 praticiens, dont 5 médecins, 9 infirmières, un kinésithérapeute, 2 orthophonistes, un podologue et une assistante sociale. Installés dans un bâtiment flambant neuf, ces professionnels de santé assurent des soins variés et complets pour la population locale. La maison de santé est conçue pour couvrir un bassin de 5 000 patients, répondant ainsi aux besoins de la communauté en matière de services de santé de proximité.
Deux maisons de retraite sont installées à Bessèges, l'EHPAD Alfred Silhol, qui dispose entre 50 et 100 places et l'EHPAD Association maison de secours qui dispose de plus de 100 place.

### Manifestations culturelles et festivités
Depuis 1905, Bessèges organise sa fête annuelle le 1er week-end de septembre : fête foraine et défilé de chars réalisés par les différentes associations en "roses de papier".

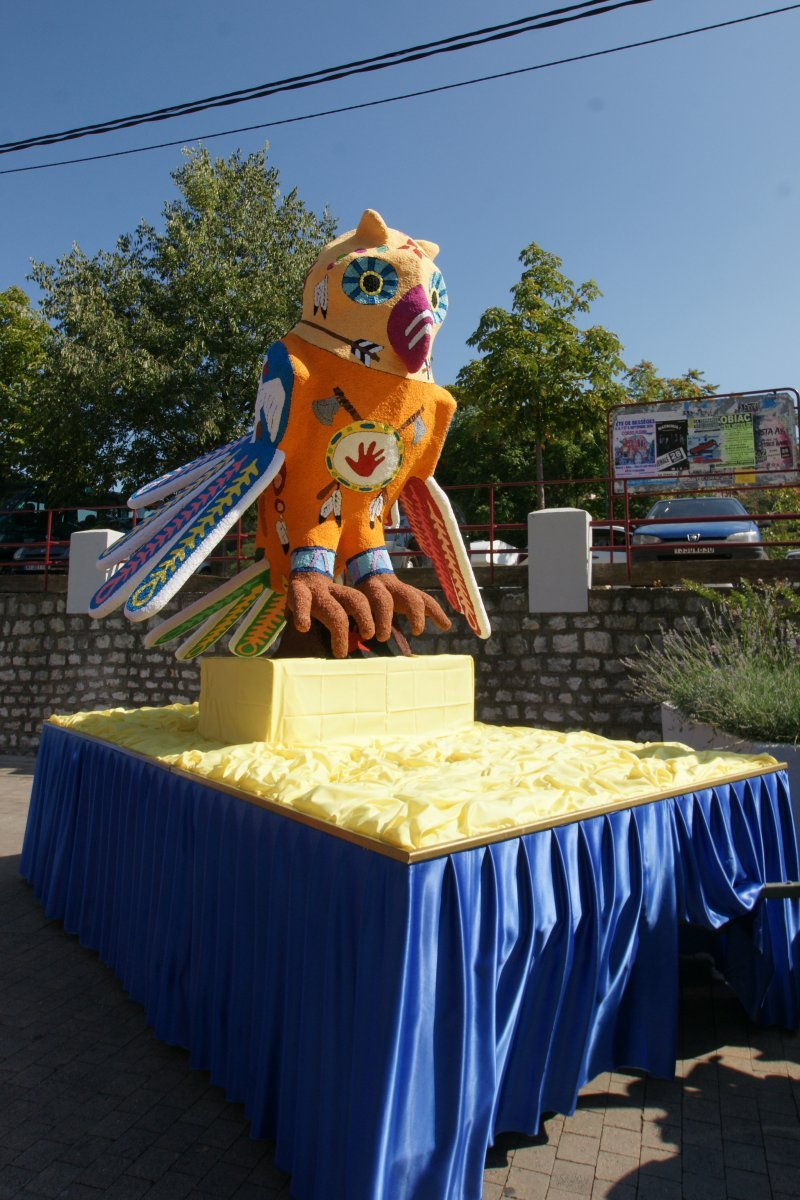
Corso fleurie Bessèges 2014

Le premier Corso de Bessèges de 1905 et a été organisé pour soutenir le bureau de bienfaisance. Ce fut un immense succès avec un défilé impressionnant de plus de 30 chars, tirés par des chevaux ou des bœufs, chaque char représentant les activités des industries locales et des artisans. Le char de l’Industrie, construit sur trois étages, et celui de l'agriculture avec des produits du terroir, étaient particulièrement remarqués.
À l’époque, les chars étaient décorés avec du feuillage et des roses faites à la main, plus grosses que celles d’aujourd’hui, piquées dans des branches de buis. Les chevaux portaient des guirlandes de roses, et les chars étaient abondamment décorés.
En 1908, des joutes furent ajoutées dans la rivière Cèze, et en 1910, un aéroplane fit une brève apparition lors de la fête, mais ne parvint à décoller que sur quelques mètres.
En 1912, le Corso comptait moins de chars, environ quinze, mais les décorations et les thèmes étaient plus gais et légers. Les guirlandes qui ornaient la ville étaient fabriquées par les habitants, avec les mêmes matériaux que ceux utilisés pour les chars.
À partir de 1936, les grandes roses furent remplacées par des petites roses de 2 cm de diamètre, et la fabrication des chars devint un véritable art. Ces roses, réalisées en papier de soie, étaient minutieusement fixées sur une structure grillagée ou recouverte de toile de jute, selon un procédé complexe. Chaque char nécessitait entre 30 000 et 80 000 roses, ce qui représentait des mois de travail.
Aujourd'hui, la qualité des roses et des chars du Corso de Bessèges est une fierté locale, et chaque année, un jury évalue les chars pour récompenser les meilleures créations lors de la fête.

### Sports

#### Associations
Bessèges abrite le Bessèges Basket Club (BBC) qui permet aux habitants de pratiquer le basket. Le BBC propose des entraînements pour tous les âges et niveaux.
La ville de Bessèges abrite le Club Athlétique Bességeois, plus connu sous le nom de CAB. Le CAB participe à des compétitions régionales et locales.

#### Équipements
La commune de Bessèges est équipée en infrastructures sportives. Elle dispose d'un gymnase polyvalent permettant la pratique du basketball, du handball, du tennis, du volley-ball, du badminton, et de certains sports de lutte. En plus du gymnase, il y a deux stades : un stade annexe et un stade principal avec éclairage. Un terrain de basket extérieur en bitume. Enfin, la commune possède trois courts de tennis, accompagnés d'un clubhouse.
Bessèges dispose également d'équipements pour la pratique du Tennis de table au centre culturel François Mitterrand.

#### Événements sportifs
Bessèges était depuis sa création et jusqu'en 2011 le lieu d'arrivée de la première course cycliste de la saison professionnelle française, l'Étoile de Bessèges dont l'arrivée de la dernière étape se situait à Alès, mais dont l'appellation Bessèges était conservée. Depuis 2012, l’arrivée de la nouvelle épreuve dite Étoile d'Alès en Cévennes est jugée à Alès, Bessèges n'étant plus qu'une simple étape de cette épreuve.

### Médias
La commune de Bessèges abrite également Radio 16, une station qui diffuse des éléments d'actualité et de la musique.

## Économie

### Revenus
En 2018  (données Insee publiées en septembre 2021), la commune compte 1 366 ménages fiscaux, regroupant 2 529 personnes. La médiane du revenu disponible par unité de consommation est de 16 250 € (20 020 € dans le département). 25 % des ménages fiscaux sont imposés (43,9 % dans le département).

### Emploi
|                | 2008   | 2013   | 2018   |
| -------------- | ------ | ------ | ------ |
| Commune        | 16,9 % | 15,9 % | 20,1 % |
| Département    | 10,6 % | 12 %   | 12 %   |
| France entière | 8,3 %  | 10 %   | 10 %   |

En 2018, la population âgée de 15 à 64 ans s'élève à 1 399 personnes, parmi lesquelles on compte 63,4 % d'actifs (43,3 % ayant un emploi et 20,1 % de chômeurs) et 36,6 % d'inactifs,. Depuis 2008, le taux de chômage communal (au sens du recensement) des 15-64 ans est supérieur à celui de la France et du département.
La commune est hors attraction des villes,. Elle compte 821 emplois en 2018, contre 880 en 2013 et 1 006 en 2008. Le nombre d'actifs ayant un emploi résidant dans la commune est de 619, soit un indicateur de concentration d'emploi de 132,6 % et un taux d'activité parmi les 15 ans ou plus de 36,6 %.
Sur ces 619 actifs de 15 ans ou plus ayant un emploi, 347 travaillent dans la commune, soit 56 % des habitants. Pour se rendre au travail, 78,4 % des habitants utilisent un véhicule personnel ou de fonction à quatre roues, 0,8 % les transports en commun, 15 % s'y rendent en deux-roues, à vélo ou à pied et 5,8 % n'ont pas besoin de transport (travail au domicile).

### Population
La commune de Bessèges présente un revenu médian de 16 170 €, relativement faible, ce qui reflète une situation économique modeste, probablement liée à la transition post-industrielle et aux difficultés d'emploi dans la région. Le taux de chômage y est élevé, à 17,54 %, bien au-dessus de la moyenne nationale, illustrant des défis économiques persistants. Cependant, la ville fait des efforts pour encourager l'activité économique, comme en témoigne un taux de création d'entreprises de 10 %, signe d'un dynamisme entrepreneurial malgré les difficultés. En termes d'infrastructure, 76,42 % des foyers sont couverts par le très haut débit (fibre), ce qui représente un atout pour attirer de nouveaux habitants et développer des activités numériques, même si la couverture reste à améliorer.

### Activités hors agriculture

#### Secteurs d'activités
254 établissements sont implantés  à Bessèges au 31 décembre 2019. Le tableau ci-dessous en détaille le nombre par secteur d'activité et compare les ratios avec ceux du département,.
| Secteur d'activité                                                                                        | Commune | Commune | Département |
| Secteur d'activité                                                                                        | Nombre  | %       | %           |
| --- | ------- | ------- | ----------- |
| Ensemble                                                                                                  | 254     | 100 %   | (100 %)     |
| Industrie manufacturière, industries extractives et autres                                                | 22      | 8,7 %   | (7,9 %)     |
| Construction                                                                                              | 35      | 13,8 %  | (15,5 %)    |
| Commerce de gros et de détail, transports, hébergement et restauration                                    | 97      | 38,2 %  | (30 %)      |
| Information et communication                                                                              | 5       | 2 %     | (2,2 %)     |
| Activités financières et d'assurance                                                                      | 9       | 3,5 %   | (3 %)       |
| Activités immobilières                                                                                    | 10      | 3,9 %   | (4,1 %)     |
| Activités spécialisées, scientifiques et techniques et activités de services administratifs et de soutien | 21      | 8,3 %   | (14,9 %)    |
| Administration publique, enseignement, santé humaine et action sociale                                    | 36      | 14,2 %  | (13,5 %)    |
| Autres activités de services                                                                              | 19      | 7,5 %   | (8,8 %)     |

Le secteur du commerce de gros et de détail, des transports, de l'hébergement et de la restauration est prépondérant sur la commune puisqu'il représente 38,2 % du nombre total d'établissements de la commune (97 sur les 254 entreprises implantées  à Bessèges), contre 30 % au niveau départemental.

#### Entreprises et commerces
Les cinq entreprises ayant leur siège social sur le territoire communal qui génèrent le plus de chiffre d'affaires en 2020 sont : 
- Carrosserie Vicedomini, entretien et réparation de véhicules automobiles légers (396 k€) ;
- Boulangerie Bertrand, boulangerie et boulangerie-pâtisserie (103 k€) ;
- Le Bon Lila, restauration traditionnelle (78 k€) ;
- The Land Of Ludo, activités des sociétés holding (58 k€) ;
- Vivance, conseil pour les affaires et autres conseils de gestion (28 k€).

### Agriculture
|               | 1988 | 2000 | 2010 | 2020 |
| ------------- | ---- | ---- | ---- | ---- |
| Exploitations | 10   | 8    | 4    | 3    |
| SAU (ha)      | 46   | 28   | 18   | 31   |

La commune est dans les Cévennes, une petite région agricole occupant l'ouest du département du Gard. En 2020, l'orientation technico-économique de l'agriculture  sur la commune est la polyculture et/ou le polyélevage. Trois exploitations agricoles ayant leur siège dans la commune sont dénombrées lors du recensement agricole de 2020 (dix en 1988). La superficie agricole utilisée est de 31 ha,,.

## Culture locale et patrimoine

### Édifices civils

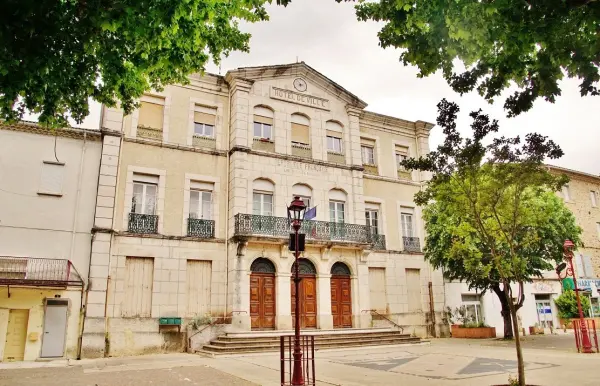
La Mairie de Bessèges

La commune de Bessèges possède plusieurs édifices civils notables. L'Hôtel de ville, situé au 1 place du Général de Gaulle, regroupe tous les services administratifs de la commune ainsi que les bureaux de la police municipale. En plus de cet édifice principal, Bessèges dispose d'une mairie annexe dans le quartier de Foussignargues. Cette annexe sert principalement de salle des fêtes, mais elle est également utilisée comme bureau de vote lors des élections.
Le centre de culture et de loisirs "François Mitterrand", situé au 1 place Jean Jaurès, est un autre lieu important de la commune. Ce centre est fréquemment utilisé pour des manifestations associatives, culturelles et sportives, ainsi que par les écoles locales.
La commune de Bessèges dispose d'une médiathèque municipale qui propose un large choix de livres, de contenus multimédias (CD, DVD) et parfois des ressources numériques. En plus des services classiques, elle possède une salle d'exposition où sont régulièrement diffusés des films et organisées des expositions culturelles. Ce lieu dynamique accueille aussi des événements tels que des ateliers, des rencontres avec des auteurs et des animations pour petits et grands, faisant de la médiathèque un véritable centre culturel local.
De plus, Bessèges possède un village de vacances "Vacancèze", situé dans le quartier de La Plaine, ainsi qu'un camping municipal dans le même quartier. Enfin, la commune loue depuis plusieurs années une galerie d'art "Cez'art", permettant ainsi la tenue d'expositions artistiques. Ces infrastructures témoignent du dynamisme culturel et associatif de Bessèges.

### Édifices religieux

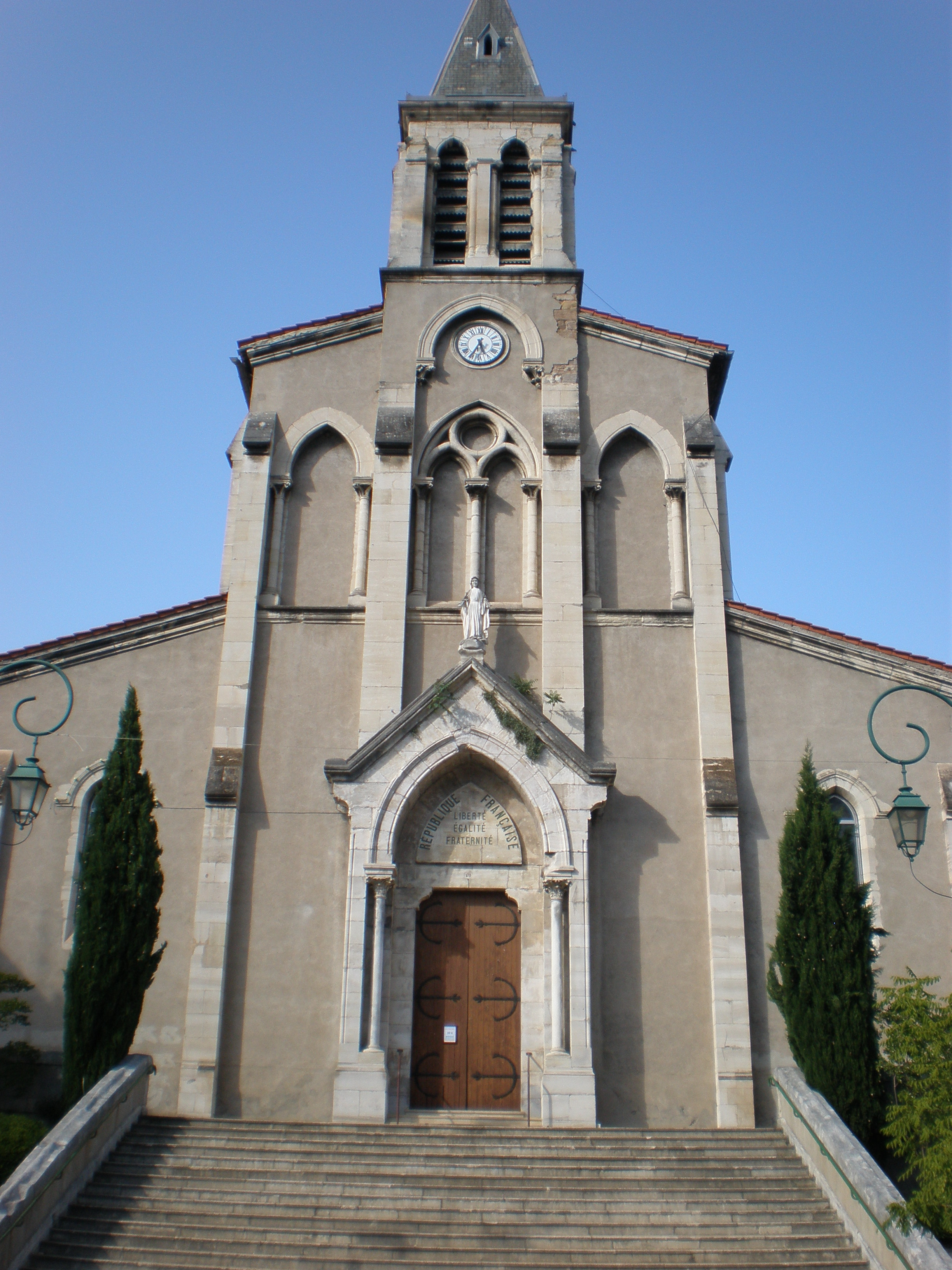
L'église de l'Immaculée-Conception.

- L'église de l'Immaculée-Conception (XIXe siècle), une des rares églises françaises à avoir la devise « Liberté-Égalité-Fraternité, République française » inscrite sur le fronton. Elle a trois cloches[87].
- Temple protestant de Bessèges, vendu en 2015 par la municipalité [88].

### Patrimoine environnemental
Le patrimoine environnemental des Cévennes est d’une grande richesse, avec une biodiversité et des paysages remarquables. Les Cévennes, situées principalement entre le Gard, la Lozère et l'Ardèche, constituent un massif montagneux avec des vallées profondes, des plateaux calcaires et des forêts denses. Le Parc national des Cévennes est d’ailleurs classé au Patrimoine mondial de l’UNESCO pour ses paysages culturels évolutifs et sa gestion agro-pastorale traditionnelle.
Bessèges, située dans le Gard et à la périphérie sud des Cévennes, possède un patrimoine naturel qui reflète la diversité et la richesse écologique des Cévennes. Autrefois un centre industriel avec une activité minière et métallurgique importante, Bessèges s’est aujourd'hui orientée vers un tourisme plus vert, lié à la nature et aux activités de plein air.
La forêt de Bessèges est l'un des sept sites français abritant une colonie de pins de Salzmann. Cette sous-espèce du pin d'Autriche, mieux adaptée à la sécheresse, est l'une des plus rares espèces en France avec au total seulement 5 000 ha de populations isolées sur le territoire métropolitain. Son aspect varie selon le type de sol dans lequel il croît. Ainsi il est petit et rabrougi sur les roches de Saint-Guilhem-le-Désert ; à Bessèges il pousse généralement droit et sa hauteur maximale moyenne est de 25 m - une taille moyenne pour cet arbre très proche du pin noir d'Autriche qui peut attendre 55 m.

#### Espaces protégés et gérés
- Parc national des Cévennes, aire d'adhésion[90].
- Réserve de biosphère des Cévennes, zone de transition[91].

#### ZNIEFF

##### Bois de Bordezac et de Bessèges

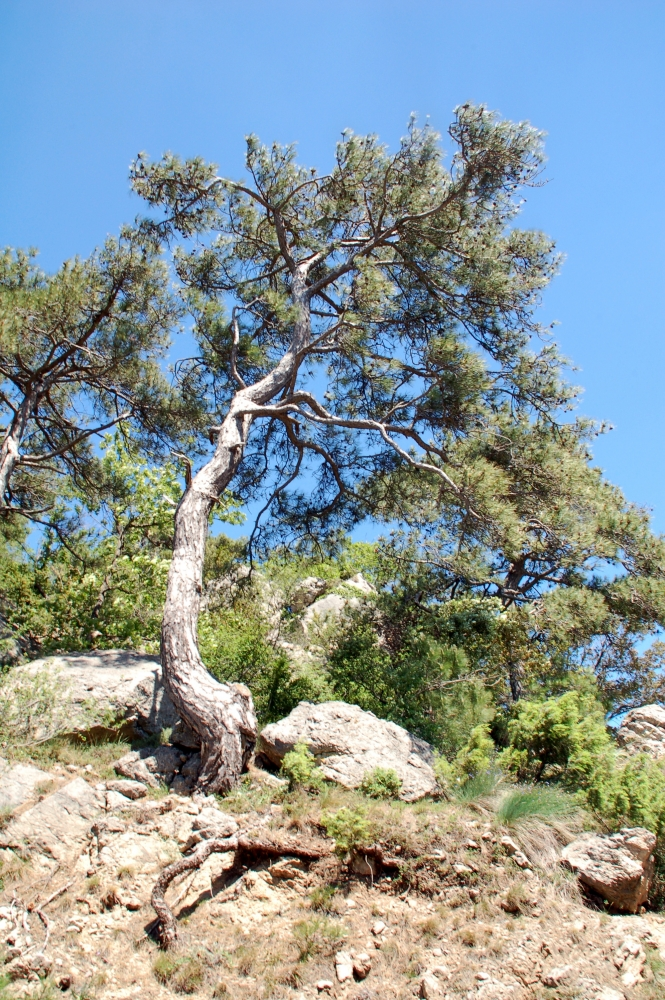
Pin de Salzmann
(Pinus nigra salzmannii)

La ZNIEFF continentale de type 2 du Bois de Bordezac et de Bessèges inclut 1 796 ha répartis sur les quatre communes de Bessèges, Bordezac, Gagnières et Peyremale. L'habitat déterminant de cette zone est la forêt de pins de Salzmann des Causses, pour laquelle la ZNIEFF du « Bois de Bordezac et de Bessèges prolonge les 745 hectares du site d'intérêt communautaire (SIC) voisin de la « Forêt de pins de Salzmann de Bessèges » sur les communes de Bordezac et Gagnières.

##### Cours moyen de la Cèze
- La ZNIEFF continentale de type 2 Cours moyen de la Cèze couvre près de 648 hectares sur 16 communes[Note 16] et est entièrement comprise dans le Parc national des Cévennes. Cette ZNIEFF abrite deux espèces végétales protégées sur l'ensemble du territoire français métropolitain : la gratiole officinale (Gratiola officinalis, une scrophulaire) et la spiranthe d'été (Spiranthes aestivalis, une orchidée)[94].

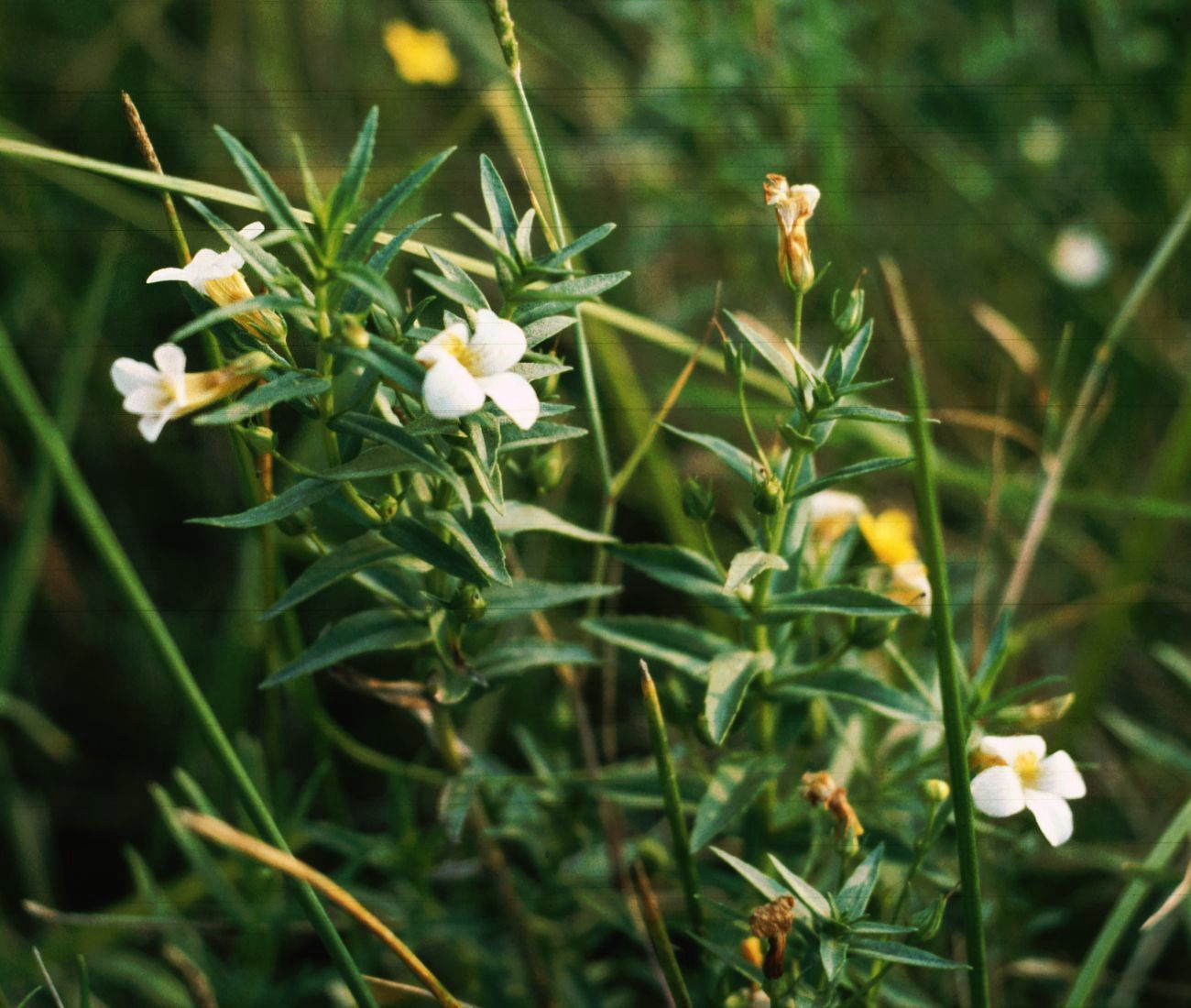
Gratiole officinale (Gratiola officinalis)
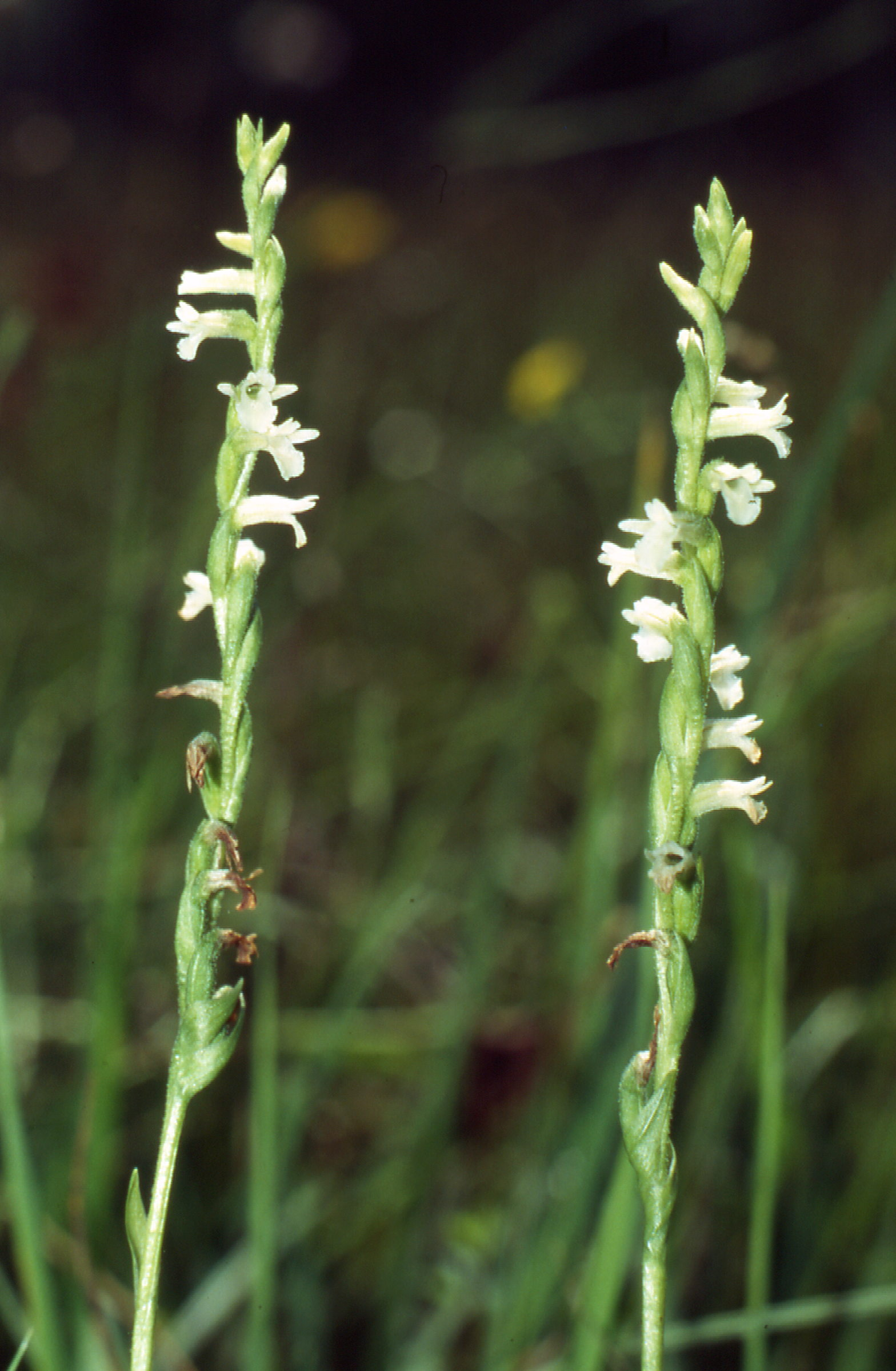
Spiranthe d'été (Spiranthes aestivalis)

#### Hautes vallées de la Cèze et du Luech
Bessèges est depuis 2013 entièrement incluse dans les 13 080 ha de la Zone spéciale de conservation Natura 2000 dite Hautes vallées de la Cèze et du Luech au titre de la Directive Habitats, au sein de la Réserve de biosphère des Cévennes. Mais si cette zone déborde largement du lit de ces deux rivières en amont de Peyremale, elle se rétrécit nettement en aval depuis ce village pour ne plus couvrir que quelques dizaines de mètres de chaque côté du cours d'eau, et elle s'arrête à Saint-Ambroix. De la grande variété de types de couverts protégés par la Zone spéciale de conservation (ZSP) des Hautes vallées de la Cèze et du Luech, reste alors essentiellement les prairies semi-naturelles humides ou mésophiles améliorées, souvent des prairies de fauche, dont la qualité et/ou la superficie diminuent avec la fermeture croissante du milieu, les activités humaines prenant le pas.
Pourtant ce site est pour la loutre  (Lutra lutra) d'une importance capitale pour la colonisation des rivières méditerranéennes ; on y trouve, ainsi que pour le castor commun (Castor fiber), des populations non isolées mais en marge de leur aire de répartition. Trois autres espèces sédentaires résidentes sont de même inscrites à l’annexe II de la directive Habitats : le blageon (Telestes souffia), l'écrevisse à pattes blanches (Austropotamobius pallipes) et le barbeau méridional (Barbus meridionalis), ce dernier étant une rare espèce vestige de la faune précédant les périodes glaciaires.

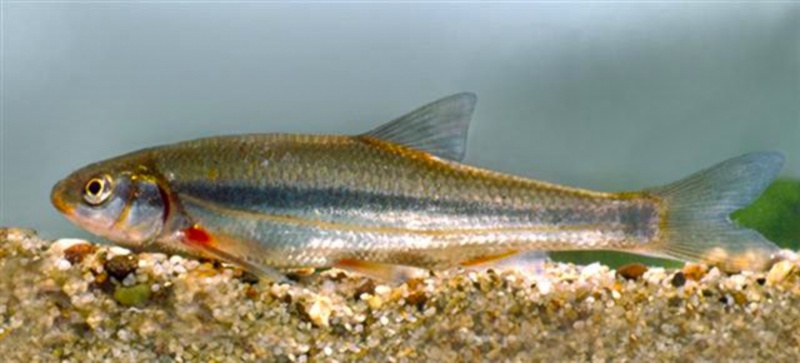
Blageon (Telestes souffia).
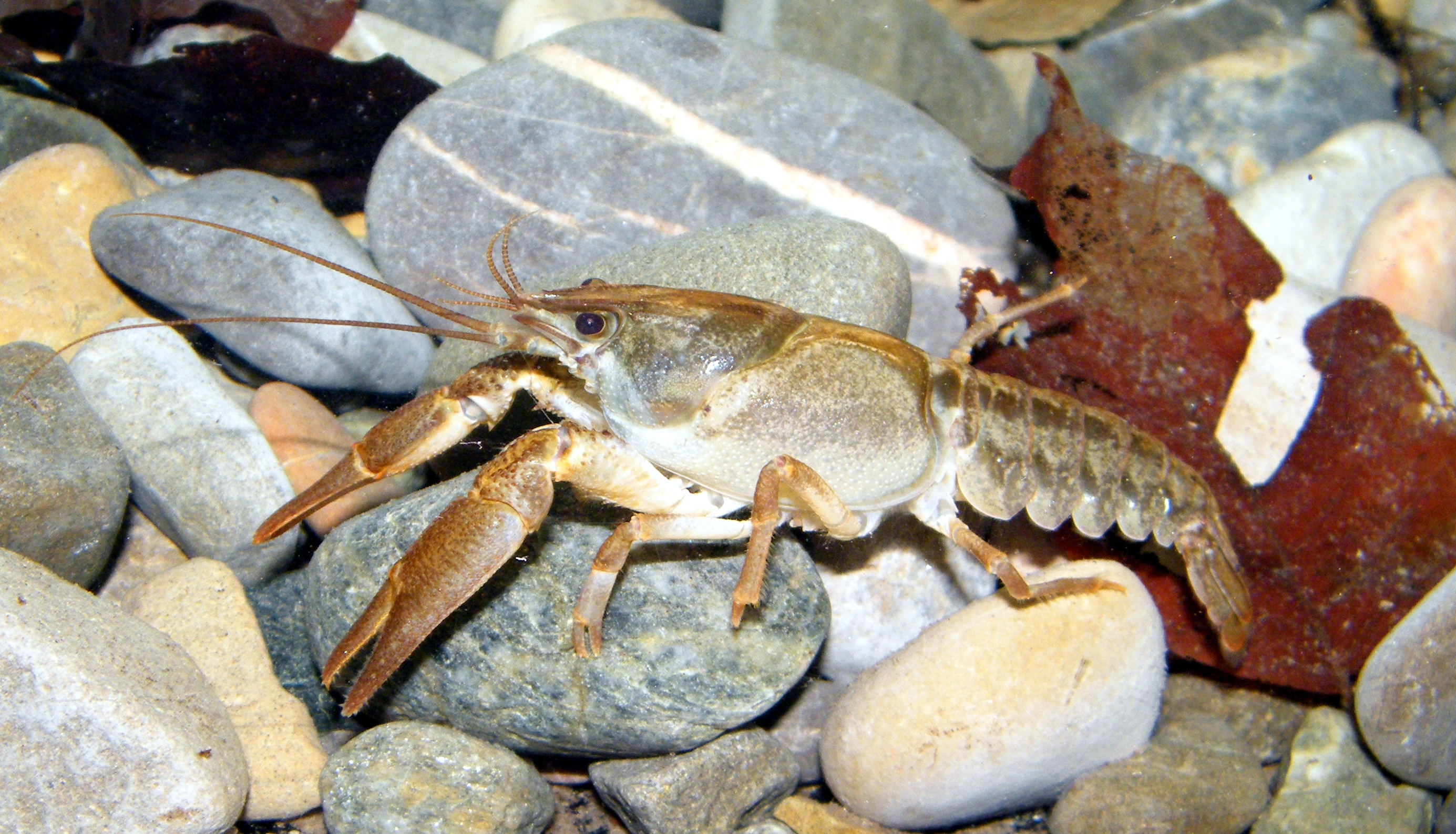
Écrevisse à pattes blanches (Austropotamobius pallipes).
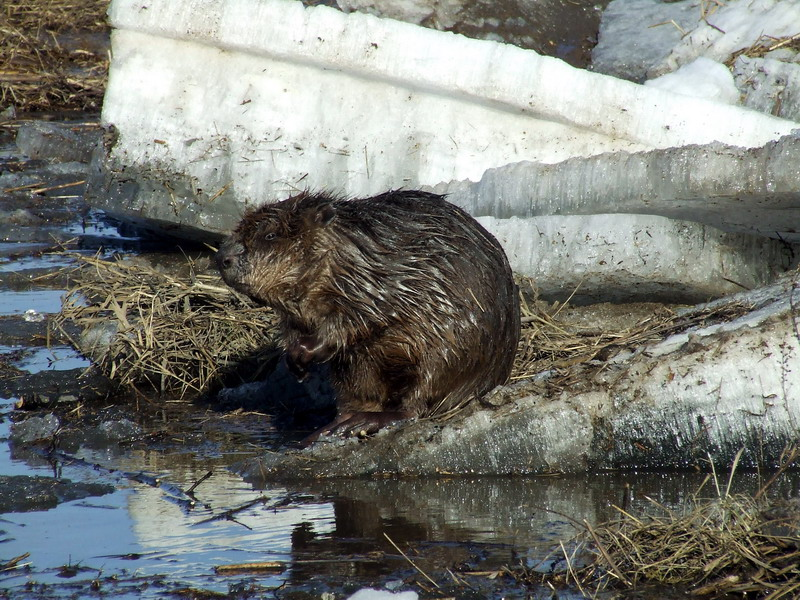
Castor commun (Castor fiber).
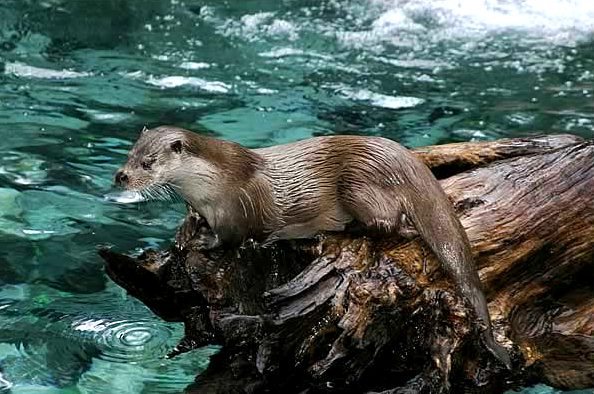
Loutre d'Europe (Lutra lutra).

#### Randonnées
Bessèges ne compte pas moins de 17 sentiers de randonnée de tous niveaux ou presque. Parmi eux, un parcours le long des gorges de la Cèze permet de suivre le cours de la rivière, avec des passages offrant des vues spectaculaires sur les formations rocheuses et les eaux cristallines. C’est une randonnée idéale pour ceux qui aiment combiner marche et exploration de la nature aquatique. Ou encore le Chemin des Guelards, ancien chemin industriel, il offre une perspective historique intéressante tout en permettant d'explorer la campagne environnante. Il est particulièrement prisé pour sa tranquillité et ses vues sur les anciens sites miniers.

### Personnalités liées à la commune
- Alfred Silhol (1829-1912), président du conseil général et propriétaire à Bessèges.
- Jeanne Puech, (1861-1940) écrivaine au nom de plume Jehan d'Ivray, ayant vécu 40 ans en Égypte.
- Pierre Jouguet (1869-1949), helléniste, archéologue, épigraphiste et historien de l'Égypte ptolémaïque et de l'Égypte romaine.
- Émile Jouguet (1871-1943), ingénieur des mines.
- Maurice Dubled (1893-1978), officier de gendarmerie, résistant et poète sous le pseudonyme Maurice Deblay, ayant participé aux deux guerres mondiales.
- Albert Chambonnet (1903-1944), alias Védrines puis Didier, colonel, chef régional des FFI pour la région R1, assassiné par la Gestapo le 27 juillet 1944 Place Bellecour à Lyon[99]. Une rue de Bessèges porte son nom.
- Marcel Ilpide (1904-1961), coureur cycliste qui fut mineur sur Bessèges et membre du Vélo-Club Bessegeois.
- Claude Bertrand (1919-1986), acteur, a habité dans la commune.
- André Rouvière (1936-2015), sénateur, maire de Bessèges et conseiller général du Gard.
- Léonid Pliouchtch (1938-2015), mathématicien soviétique d'origine ukrainienne, a trouvé asile dès 1976 à Bessèges, y est mort et y est inhumé.

## Héraldique
| Blason de Bessèges | Blason  | D'azur à la barre d'or chargée d'une barre de gueules surchargée de trois ruches aussi d'or posées à plomb, accompagnée en chef d'une enclume d'argent et en pointe d'une pelle et d'un pic passées en sautoir soutenus d'une lanterne de mineur, le tout d'or, au chef du même chargé de trois abeilles soudées d'argent. |
| Blason de Bessèges | Détails | |